# Saison cyclonique 2020 dans l'océan Atlantique nord
La saison cyclonique 2020 dans l'océan Atlantique nord est la saison des ouragans atlantiques qui officiellement s'est déroulée selon l'Organisation météorologique mondiale du 1er juin au 30 novembre 2020 (les dates réelles varient d'année en année). Le National Hurricane Center (NHC) américain émet des avis et avertissements visant ce bassin océanique pour les cyclones tropicaux mais également, depuis 2017, pour des « cyclones tropicaux potentiels »,. Les avis pour ces tempêtes potentielles ont le même contenu que les avis normaux mais incluent la probabilité de développement.
La saison débuta précocement le 16 mai avec la tempête tropicale Arthur pour la sixième fois consécutive avant le début officiel du 1er juin. Après une série de tempêtes tropicales, en général de courte durée, le premier ouragan fut Hanna qui atteignit la catégorie 1 de l'échelle de Saffir-Simpson le 25 juillet avant de frapper le sud-est du Texas et le nord du Mexique. Le premier ouragan majeur fut Laura qui passa sur les Grandes Antilles comme tempête tropicale mais atteignit la catégorie 4 sur le golfe du Mexique avant de frapper la côte de la Louisiane le 27 août, faisant au moins 72 morts dont 31 en Haïti.
À partir d'août le rythme s'accéléra et septembre connut une explosion de formation de systèmes tropicaux (10). Jusqu'à 5 cyclones furent actifs en même temps (Paulette, Rene, Sally, Teddy et Vicky), du jamais vu dans les annales. Le 18 septembre, la liste des noms prévus pour 2020 fut même épuisée et pour la seconde fois de l'histoire, après la saison 2005, le NHC a dû utiliser l'alphabet grec pour nommer, à quelques heures d'intervalle, les tempêtes Alpha et Beta. Octobre vit 4 systèmes espacés dans le temps mais qui devinrent des ouragans, dont 2 majeurs (Delta et Epsilon), et la péninsule du Yucatán ainsi que la Louisiane furent frappées à répétition.
Novembre vit d'abord l'ouragan Eta qui frappa l'Amérique centrale à la catégorie 4 et fit plus de 300 morts et disparus avant de se tourner vers Cuba ainsi que la Floride. Le 10 novembre, la saison 2020 brisa officiellement le record du plus grand nombre de tempêtes nommées de la saison cyclonique 2005 avec la tempête tropicale Theta, la 29e de la saison. Le 13 novembre, Iota devint le 31e cyclone de la saison, ce qui égalait le plus grand nombre en une saison de l'Atlantique nord établi par la saison 2005. Sa dissipation le 18 a marqué la fin d'une saison exceptionnelle. Le 18 mai 2021, lors de l'émission du rapport post-saison à propos d’Iota, il fut rétrogradé de la catégorie 5 à la 4 supérieure après un réajustement des estimations des vents au sol, faisant de 2020 la première saison sans ouragan de catégorie 5 depuis 2015.

## Prévisions
Avant et pendant la saison, plusieurs services météorologiques nationaux et agences scientifiques prévoient combien de tempêtes tropicales, d'ouragans et d'ouragans majeurs (Catégorie 3 ou plus sur l'échelle de Saffir-Simpson) se formeront pendant une saison. Ces organismes comprennent le Consortium sur les risques de tempête tropicale (TSR) du University College London, le National Weather Service de la National Oceanic and Atmospheric Administration (NOAA) américaine et l'Université d'État du Colorado (CSU). Les prévisions comprennent des changements hebdomadaires et mensuels des facteurs importants qui influencent ce nombre.
Certaines de ces prévisions prennent également en compte ce qui s'est passé au cours des saisons précédentes et l'état du cycle de l'ENSO comme la présence d'un événement La Niña ou El Niño. En moyenne, une saison des ouragans de l'Atlantique entre 1981 et 2010 a comporté douze tempêtes tropicales, six ouragans et trois ouragans majeurs, avec un indice d'énergie cyclonique accumulée (ACE) compris entre 66 et 103 unités.

### Prévisions d'avant saison
Le 19 décembre 2019, Tropical Storm Risk (TSR) a publié sa première prévision à longue échéance pour la saison 2020 des ouragans dans l'Atlantique Nord. On y mentionna un nombre légèrement supérieur à la moyenne de systèmes, alors que l'organisation parlait de 15 (± 4) tempêtes nommées, 7 (± 3) ouragans, dont 4 (± 2) ouragans majeurs, et d'une énergie cumulative des cyclones tropicaux (ACE) de 105 (± 58) unités. Cette prévision était basée sur des alizés d'intensité normale dans l'Atlantique tropical et des températures de la mer légèrement au-dessus de la moyenne dans la principale région de développement de l'Atlantique alors que l'ENSO serait neutre. La confiance à ce moment était cependant encore faible.
| Source                                                  | Date                                                     | Tempêtes nommées  | Ouragans         | Ouragans majeurs         | Réf.                        |
| ------------------------------------------------------- | -------------------------------------------------------- | ----------------- | ---------------- | ------------------------ | --------------------------- |
| TSR                                                     | 19 décembre 2019 7 avril 2020 7 juillet 2020 5 août 2020 | 15 (± 4) 16 18 24 | 7 (± 3) 8 10     | 4 (± 2) 3 4              | [ 6 ] [ 7 ] [ 8 ] [ 9 ]     |
| CSU                                                     | 2 avril 2020 4 juin 2020 7 juillet 2020 5 août 2020      | 16 19 20 24       | 8 9 12           | 4 5                      | [ 10 ] [ 11 ] [ 12 ] [ 13 ] |
| NCSU                                                    | 17 avril 2020                                            | 18 à 22           | 8 à 11           | 3 à 5                    | [ 14 ]                      |
| Met Office                                              | 20 mai 2020                                              | 13 ( ± 4)         | 7 ( ± 2)         | 3 ( ± 1)                 | [ 15 ]                      |
| NOAA (NWS)                                              | 21 mai 2020 6 août 2020                                  | 13 à 19 19 à 25   | 6 à 10 7 à 11    | 3 à 6                    | [ 16 ] [ 17 ]               |
| CEPMMT/ Météo-France                                    | 18 mai 2020 7 août 2020                                  | 14 à 15 20 (+/-3) | 7 à 8 9 (+/-2)   | -                        | [ 18 ] [ 19 ]               |
| ––––––––––––––––––––––––––––––––––––––––––––––––––––––– |                                                          |                   |                  |                          |                             |
|                                                         |                                                          | Tempête nommées   | Ouragans         | Ouragan majeurs          | Réf.                        |
| Moyenne (1981–2010)                                     | Moyenne (1981–2010)                                      | 12,1              | 6,4              | 2,7                      | ,                           |
| Moyenne (1991–2020)                                     | Moyenne (1991–2020)                                      | 14,4              | 7,2              | 3,2                      | [ 22 ]                      |
| Record d'activité maximum                               | Record d'activité maximum                                | 30 (saison 2020)  | 15 (saison 2005) | 7 (saisons 2005 et 2020) | [ 5 ]                       |
| Record de plus faible activité                          | Record de plus faible activité                           | 4 (saison 1983)   | 2 (saison 1982)  | 0 (saison 1994)          | [ 5 ]                       |

Début avril, certains responsables américains ont exprimé leurs préoccupations au sujet de la venue de la saison des ouragans qui pourraient aggraver les effets de la pandémie de Covid-19,. En effet, les évacuations seraient considérablement entravées en raison des craintes de contracter le virus et les règles de distanciation sociale s'effondreraient lors de l'aide aux zones touchées.
Le 2 avril 2020, les prévisionnistes de l'université d'État du Colorado ont émis leur première prévision, soit d'une saison supérieure à la moyenne avec 16 tempêtes nommées, 8 ouragans dont 4 ouragans majeurs, ainsi qu'un indice ACE de 150 unités. L'organisation a mentionné une probabilité importante d'ouragans dans les Caraïbes et frappant la côte des  États-Unis,.
Le TSR a mis à jour ses prévisions le 7 avril, prévoyant 16 tempêtes nommées, 8 ouragans dont 3 ouragans majeurs et un indice ACE de 130 unités. Le 17 avril, c'était au tour de l'université d'État de Caroline du Nord (NCSU) d'émettre une première prévision de 18 à 22 tempêtes nommées avec 8 à 11 ouragans dont 3 à 5 ouragans majeurs.
Le CEMMT et Météo-France ont émis leur prévision le 18 mai, prédisant une activité cyclonique légèrement au-dessus de la normale des années 1981-2010 avec cependant une
possibilité de saison plus active si l'ENSO bascule vers un état La Niña. Les deux organismes donnent 14 à 15 cyclones nommés ( ± 3), dont 7 à 8 ouragans ( ± 2) et indice d'énergie cumulative des cyclones (ACE) d'autour de 125.
Le Met Office britannique a publié ses prévisions le 20 mai, prévoyant une activité légèrement supérieure à la moyenne avec 13 systèmes tropicaux nommés ( ± 4), 7 ouragans ( ± 2) dont 3 ouragans majeurs ( ± 1), ainsi qu'un indice ACE de 110 unités.
Le 21 mai, c'était au tour de la NOAA d'émettre sa prévision, avec un probabilité de 70 %, d'une saison au-dessus de la normale avec 13 à 19 tempêtes nommées, dont 6 à 10 pourraient devenir des ouragans et 3 à 6 des ouragans majeurs. Elle était basée sur la combinaison de plusieurs facteurs : l'oscillation australe de l'ENSO restant neutre ou devenant un épisode de La Nina, des températures de la surface de la mer plus chaudes que la moyenne dans l'océan Atlantique tropical et la mer des Caraïbes, un cisaillement vertical du vent réduit, des alizés tropicaux plus faibles et à une mousson ouest-africaine accrue. Des conditions similaires ont produit des saisons plus actives depuis 1995,.

### Mises à jour en cours de saison
Le 4 juin, l'université d'État du Colorado (CSU) a mis à jour sa prévision saisonnière en rehaussant le nombre de tempêtes nommées à 19 (+3), le nombre d'ouragan à 9 (+1) mais a laissé le nombre d'ouragans majeur à 4. Le plus important facteur amenant ces changements est la température de la mer dans l'Atlantique tropical de mars à mai qui était l'une des plus chaudes depuis 2010. Cependant, la prévision du cisaillement des vents ne favorisait pas une augmentation du nombre d'ouragans majeurs.
Le 7 juillet, le CSU a remis à jour ses prévisions avec 20 (+1) tempêtes nommées mais a laissé le reste sans changement. Le TRS a lui aussi ajusté ses prévisions avec 18 (+2) tempêtes nommées, 8 (-) ouragans et 4 (+1) ouragans majeurs. Les deux citèrent la température de surface de la mer plus chaude que la normale dans l'Atlantique tropical et la phase neutre ou légèrement positive de La Niña.
Le 5 août, le CSU a révisé ses prévisions en rehaussant le nombre de tempêtes nommées à 24 (+4), d'ouragans à 12 (+3) dont 5 majeurs (+1), et une énergie cumulative de plus de 200 (ACE). Il est mentionné que ces rehaussements provenaient des températures moyennes de surface de la mer dans l'Atlantique tropical, beaucoup plus chaudes que la normale, et du cisaillement vertical du vent, bien inférieur à la moyenne. Les conditions relativement neutres de l'ENSO pouvaient aussi devenir un cas de faible La Niña plus tard durant l'été. Le même jour TSR a mis à jour ses prévisions également, donnant 24 tempête nommées (+6) et 10 ouragans (+2), dont 4 majeurs (-), pour les mêmes raisons. Ces chiffres en feraient une saison double de la moyenne de 1981 à 2010 (voir tableau).
Le lendemain, la NOAA a fait de même avec un nombre de tempêtes nommées allant de 19 à 25 et un nombre d'ouragans de 7 à 11, dont 3 à 6 majeurs. Il est mentionné qu'en plus des facteurs décrits par le CSU favorisant ce rehaussement d'activité, il y avait la phase chaude continue de l'oscillation atlantique multidécennale réapparu en 1995 et qui a depuis favorisé des saisons cycloniques plus actives. La NOAA a conclu qu'elle s'attendait à des systèmes plus intenses et de plus longue durée de vie que la moyenne, avec une énergie cumulée (ACE) prévue bien au-dessus du seuil pour une saison extrêmement active.
Météo-France a émis une mise à jour le 7 août rehaussant ses prévisions à 20 cyclones nommés (+/-3), dont 9 ouragans (+/-2) et un ACE autour de 160.

## Nom des tempêtes
La liste des noms utilisée pour nommer les tempêtes et les ouragans pour 2020 sera la même que celle de la saison cyclonique 2014. Les noms utilisés en 2020 qui pourraient faire l'objet d'un retrait à cause de leurs effets seront annoncés au printemps 2021 lors de la réunion de l'Organisation météorologique mondiale. Si la saison venait à avoir plus de 21 tempêtes nommées, il n'aurait alors pas assez de noms, par conséquent les tempêtes serait nommées avec les lettres grecques comme lors de la saison cyclonique 2005.
Le 18 septembre, l'alphabet grec a commencé à être utilisé avec la formation de la tempête subtropicale Alpha près du Portugal et de la tempête tropicale Beta près du Mexique. Ceci arriva un mois avant la saison cyclonique 2005, seule autre à avoir dû faire ce dépassement de liste.
| TT | Arthur    |
| TT | Bertha    |
| TT | Cristobal |
| TT | Dolly     |

| TT | Edouard |
| TT | Fay     |
| TT | Gonzalo |
| C1 | Hanna   |

| C1 | Isaias    |
| TT | Josephine |
| TT | Kyle      |
| C4 | Laura     |

| C1 | Marco    |
| C1 | Nana     |
| TT | Omar     |
| C2 | Paulette |

| TT | Rene  |
| C2 | Sally |
| C4 | Teddy |
| TT | Vicky |

| TT   | Wilfred                         |
| TSUB | Alpha (α)                       |
| TT   | Beta (β)                        |
| C1   | Gamma ({\displaystyle \gamma }) |

| C4 | Delta ({\displaystyle \delta })     |
| C3 | Epsilon ({\displaystyle \epsilon }) |
| C3 | Zeta ({\displaystyle \zeta })       |
| C4 | Eta ({\displaystyle \eta })         |

| TT  | Theta ({\displaystyle \theta })   |
| C4  | Iota ({\displaystyle \iota })     |
| N/D | Kappa ({\displaystyle \kappa })   |
| N/D | Lambda ({\displaystyle \lambda }) |

| TT | Arthur    |
| TT | Bertha    |
| TT | Cristobal |
| TT | Dolly     |

| TT | Edouard |
| TT | Fay     |
| TT | Gonzalo |
| C1 | Hanna   |

| C1 | Isaias    |
| TT | Josephine |
| TT | Kyle      |
| C4 | Laura     |

| C1 | Marco    |
| C1 | Nana     |
| TT | Omar     |
| C2 | Paulette |

| TT | Rene  |
| C2 | Sally |
| C4 | Teddy |
| TT | Vicky |

| TT   | Wilfred                         |
| TSUB | Alpha (α)                       |
| TT   | Beta (β)                        |
| C1   | Gamma ({\displaystyle \gamma }) |

| C4 | Delta ({\displaystyle \delta })     |
| C3 | Epsilon ({\displaystyle \epsilon }) |
| C3 | Zeta ({\displaystyle \zeta })       |
| C4 | Eta ({\displaystyle \eta })         |

| TT  | Theta ({\displaystyle \theta })   |
| C4  | Iota ({\displaystyle \iota })     |
| N/D | Kappa ({\displaystyle \kappa })   |
| N/D | Lambda ({\displaystyle \lambda }) |

## Chronologie des événements
| D | T | 1 | 2 | 3 | 4 | 5 |

## Résumé de la saison
| Cyclone                         | Directs             | Indirects | Dommages (Milliards $US) | Réf.   |
| ------------------------------- | ------------------- | --------- | ------------------------ | ------ |
| Bertha                          | 0                   | 1         | 0,200                    | ,      |
| Cristobal                       | 13                  | 2         | >0,511                   | ,      |
| Fay                             | 0                   | 6         | 0,400                    | ,      |
| Hanna                           | 4                   | 1         | > 0,395                  | ,      |
| Isaias                          | 12                  | 5         | >5,225                   | [ 46 ] |
| Laura                           | 43                  | 29        | >14                      | ,      |
| Paulette                        | 0                   | 1         | minimal                  | ,      |
| Sally                           | 6                   | 2         | >5                       | [ 55 ] |
| Vicky                           | 1                   | 0         | N/D                      | [ 57 ] |
| Teddy                           | 0                   | 3         | minimal                  | ,      |
| Alpha ({\displaystyle \alpha }) | 1                   | 0         | minimal                  | ,      |
| Beta ({\displaystyle \beta })   | 1                   | 0         | ≥0,1                     | ,      |
| Gamma ({\displaystyle \gamma }) | 6                   | 0         | >0,1                     | ,      |
| Delta ({\displaystyle \delta }) | 0                   | 6         | 4 à 5                    | ,      |
| Zeta ({\displaystyle \zeta })   | 8                   | 0         | >3,2                     | ,      |
| Eta ({\displaystyle \eta })     | 193 (+100 disparus) | 0         | 8                        | ,      |
| Iota (ι)                        | 61 (+39 disparus)   | -         | >1,4                     | [ 74 ] |
| Total                           | 349                 | 56        | >43                      |        |
| Total                           | 405 (>139 disparus) |           | >43                      |        |

| Records de baptême hâtif d'une tempête durant la saison 2020,. | Records de baptême hâtif d'une tempête durant la saison 2020,. | Records de baptême hâtif d'une tempête durant la saison 2020,. | Records de baptême hâtif d'une tempête durant la saison 2020,. | Records de baptême hâtif d'une tempête durant la saison 2020,. |
| Cyclone Numéro                                                 | Nouveau record                                                 | Nouveau record                                                 | Record battu                                                   | Record battu                                                   |
| Cyclone Numéro                                                 | Nom                                                            | Date de formation                                              | Nom                                                            | Date de formation                                              |
| -------------------------------------------------------------- | -------------------------------------------------------------- | -------------------------------------------------------------- | -------------------------------------------------------------- | -------------------------------------------------------------- |
| 3                                                              | Cristobal                                                      | 2 juin 2020                                                    | Colin                                                          | 5 juin 2016                                                    |
| 5                                                              | Edouard                                                        | 6 juillet 2020                                                 | Emily                                                          | 11 juillet 2005                                                |
| 6                                                              | Fay                                                            | 9 juillet 2020                                                 | Franklin                                                       | 21 juillet 2005                                                |
| 7                                                              | Gonzalo                                                        | 22 juillet 2020                                                | Gert                                                           | 24 juillet 2005                                                |
| 8                                                              | Hanna                                                          | 24 juillet 2020                                                | Harvey                                                         | 3 août 2005                                                    |
| 9                                                              | Isaias                                                         | 30 juillet 2020                                                | Irene                                                          | 7 août 2005                                                    |
| 10                                                             | Josephine                                                      | 13 août 2020                                                   | Jose                                                           | 22 août 2005                                                   |
| 11                                                             | Kyle                                                           | 14 août 2020                                                   | Katrina                                                        | 24 août 2005                                                   |
| 12                                                             | Laura                                                          | 21 août 2020                                                   | Luis                                                           | 29 août 1995                                                   |
| 13                                                             | Marco                                                          | 22 août 2020                                                   | Maria                                                          | 2 septembre 2005                                               |
| 13                                                             | Marco                                                          | 22 août 2020                                                   | Lee                                                            | 2 septembre 2011                                               |
| 14                                                             | Nana                                                           | 1er septembre 2020                                             | Nate                                                           | 5 septembre 2005                                               |
| 15                                                             | Omar                                                           | 1er septembre 2020                                             | Ophelia                                                        | 7 septembre 2005                                               |
| 15                                                             | Omar                                                           | 1er septembre 2020                                             | Nate                                                           | 7 septembre 2011                                               |
| 16                                                             | Paulette                                                       | 7 septembre 2020                                               | Philippe                                                       | 17 septembre 2005                                              |
| 17                                                             | Rene                                                           | 7 septembre 2020                                               | Rita                                                           | 18 septembre 2005                                              |
| 18                                                             | Sally                                                          | 12 septembre 2020                                              | Stan                                                           | 2 octobre 2005                                                 |
| 19                                                             | Teddy                                                          | 14 septembre 2020                                              | Subtropicale Sans nom                                          | 4 octobre 2005                                                 |
| 19                                                             | Teddy                                                          | 14 septembre 2020                                              | Tammy*                                                         | 5 octobre 2005                                                 |
| 20                                                             | Vicky                                                          | 14 septembre 2020                                              | Tammy                                                          | 5 octobre 2005                                                 |
| 20                                                             | Vicky                                                          | 14 septembre 2020                                              | Vince*                                                         | 9 octobre 2005                                                 |
| 21                                                             | Wilfred                                                        | 18 septembre 2020                                              | Vince                                                          | 9 octobre 2005                                                 |
| 21                                                             | Wilfred                                                        | 18 septembre 2020                                              | Wilma*                                                         | 17 octobre 2005                                                |
| 22                                                             | Alpha                                                          | 18 septembre 2020                                              | Wilma                                                          | 17 octobre 2005                                                |
| 23                                                             | Beta                                                           | 18 septembre 2020                                              | Alpha                                                          | 22 octobre 2005                                                |
| 24                                                             | Gamma                                                          | 3 octobre 2020                                                 | Beta                                                           | 27 octobre 2005                                                |
| 25                                                             | Delta                                                          | 5 octobre 2020                                                 | Gamma                                                          | 18 novembre 2005                                               |
| 26                                                             | Epsilon                                                        | 19 octobre 2020                                                | Delta                                                          | 22 novembre 2005                                               |
| 27                                                             | Zeta                                                           | 25 octobre 2020                                                | Epsilon                                                        | 29 novembre 2005                                               |
| 28                                                             | Eta                                                            | 1er novembre 2020                                              | Zeta                                                           | 30 décembre 2005                                               |
| 29                                                             | Theta                                                          | 10 novembre 2020                                               | Sans précédent                                                 | Sans précédent                                                 |
| 30                                                             | Iota                                                           | 13 novembre 2020                                               | Sans précédent                                                 | Sans précédent                                                 |

N.B. : Les dates en vert montrent une égalité de date. Le « * » une égalité de position de la première lettre du nom du cyclone dans une saison alors que les tempêtes subtropicales n'étaient pas considérées antérieurement.

### Début précoce et actif
Le 12 mai, le National Hurricane Center a commencé à suivre une zone au nord de Cuba ayant un potentiel de développement à long terme. Cette zone suspecte est devenue la première dépression tropicale de la saison des ouragans 2020 le 16 mai, lançant pour la sixième fois consécutive une saison cyclonique avant le début officiel du 1er juin. Le lendemain, elle est devenue la tempête tropicale Arthur avant de passer à post-tropicale le 19 au large de la Caroline du Nord. La tempête tropicale Bertha s'est aussi développée avant le début officiel de la saison le 27 mai, mais elle est devenue post-tropicale dès le lendemain en entrant dans les terres de la Caroline du Sud.
Cristobal, un système provenant des restes de la tempête Amanda du bassin du Pacifique Est, est devenu une dépression tropicale dès le 1er juin et une tempête le lendemain dans la baie de Campêche. Effectuant une très lente trajectoire de sens antihoraire sur le sud du Mexique jusqu'au 5 juin, elle y laissa de très fortes accumulations de pluie avant de se diriger vers la côte de la Louisiane qu'elle atteignit le 7 juin. Par la suite, elle a remonté le Mississippi avant de devenir extratropical dans le Midwest américain. La dépression des latitudes moyennes restante a donné de forts vents et des lignes orageuses sur la région des Grands Lacs, en Ontario et au Québec du 10 au 12 juin, avant de se perdre dans la mer du Labrador.

### Série de faibles systèmes puis premiers ouragans
L'activité s'est ensuite relâchée alors que Dolly, une faible tempête qui est restée toujours en mer, n'a vécu que du 22 au 24 juin. Edouard a suivi le 4 juillet sur une trajectoire plus au sud pendant deux jours. La tempête tropicale Fay ne s'est formée que le 9 juillet au large du cap Hatteras après une gestation de 5 jours inhabituelle sur le sud-est des États-Unis. Remontant le long de la côte, elle donnera de fortes pluies le long de sa trajectoire vers New York avant de devenir extra-tropicale le 11 juillet en se dirigeant vers le Québec.
Le 21 juillet, une onde sortie de la côte ouest-africaine est devenue la dépression tropicale Sept au milieu de l'Atlantique tropicale puis la tempête tropicale Gonzalo. Malgré de bonnes conditions pour son développement, elle a rencontré de l'air sec et s'est affaiblie en arrivant près des Petites Antilles du sud et s'est dissipée le 25 juillet en entrant dans la mer des Caraïbes.
Une onde tropicale, ayant longé la côte nord-est d'Hispaniola et de Cuba, est devenu la dépression tropicale Huit le 23 juillet au milieu du golfe du Mexique, puis la tempête tropicale Hanna et enfin le premier ouragan de la saison. Ce dernier a atteint la côte du sud-est du Texas le 25 juillet  en fin de journée à la limite supérieure de la catégorie de l'échelle de Saffir-Simpson. Entrant dans les terres et passant dans le nord du Mexique, Hanna s'affaiblit rapidement et se dissipa le 27 juillet 2020 tout en laissant des pluies torrentielles et en causant des dommages importants.
Une autre onde tropicale sortie d'Afrique a pris du temps pour devenir le « cyclone tropical potentiel » Neuf en atteignant les Petites Antilles le 28 juillet. Celui-ci a pris un autre 24 à 36 heures à s'organiser avant d'être la tempête tropicale Isaias qui passa sur Hispaniola. Durant la nuit du 30 au 31 juillet, le système devint le second ouragan de la saison et remonta ensuite à travers les îles des Bahamas vers la Floride. Poursuivant vers le nord, il est passé entre les Bahamas et la côte de Floride, retombant temporairement à tempête tropicale, puis est entré dans les terres à la frontières entre les Carolines le 3 août. Isaias a ensuite longé la côte est des États-Unis jusqu'au Vermont avant d'entre au Québec (Canada) la nuit du 4 au 5 août et d'être absorbée près du Labrador le lendemain. Le système a causé des inondations dévastatrices et des dégâts dus au vent à Porto Rico, en République dominicaine et le long de la côte est des États-Unis. Au moins 12 personnes sont mortes dans les intempéries et 5 autres indirectement.

### Août et premier ouragan majeur

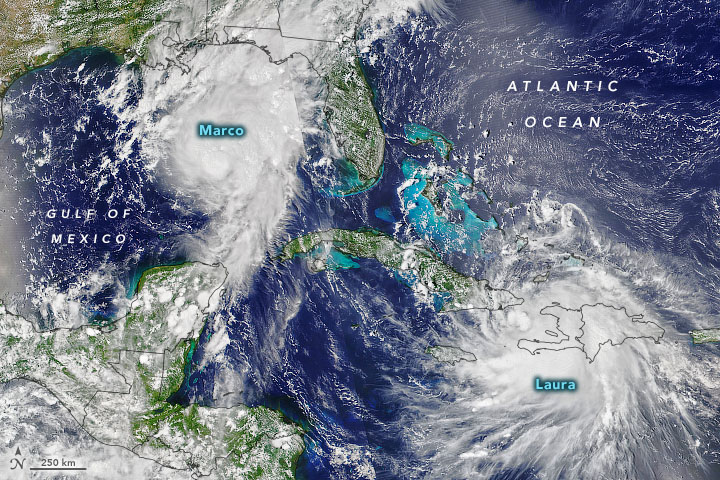
Laura et Marco le 23 août.

La dépression tropicale Dix a eu une courte vie au large des îles du Cap-Vert du 31 juillet au 2 août. La tempête tropicale Joséphine s'est formée au milieu de l'Atlantique tropicale le 11 août et est passée au large des Petites Antilles avant de se dissiper après le 16 août. La tempête Kyle a aussi fait une brève apparition du 14 au 16 août au sud de la côte du nord-est du continent. Ces deux dernières n'ont pu se développer face à un cisaillement des vents important dans leur lieu de formation respectif.
Le 20 août, deux nouvelles dépressions tropicales virent le jour et devinrent les tempêtes tropicales Laura et Marco 24 heures plus tard. Marco remonta la côte de l'Amérique centrale avant de devenir brièvement un ouragan de catégorie 1 le 23 août dans le golfe du Mexique en direction de la Louisiane mais a rapidement perdu de son intensité avant de toucher la côte et de se dissiper. Laura longea l'arc antillais et causa des dommages importants par la pluie aux Grandes Antilles et 35 décès. Après être entré dans le golfe du Mexique, le système est devenu rapidement un ouragan, puis un ouragan majeur, atteignant la catégorie 4 supérieure de l'échelle de Saffir-Simpson, avant de toucher la côte près de Lake Charles en Louisiane, causant au moins 37 pertes de vies (dont 29 indirects) et des dégâts majeurs.
Pour terminer le mois, la dépression tropicale Quinze a émergé au large des Carolines le 31 août pour suivre le Gulf Stream et devenir la tempête tropicale Omar le 1er septembre malgré le fort cisaillement des vents en altitude. Elle se dissipera quelques jours plus tard.

### Explosion en septembre

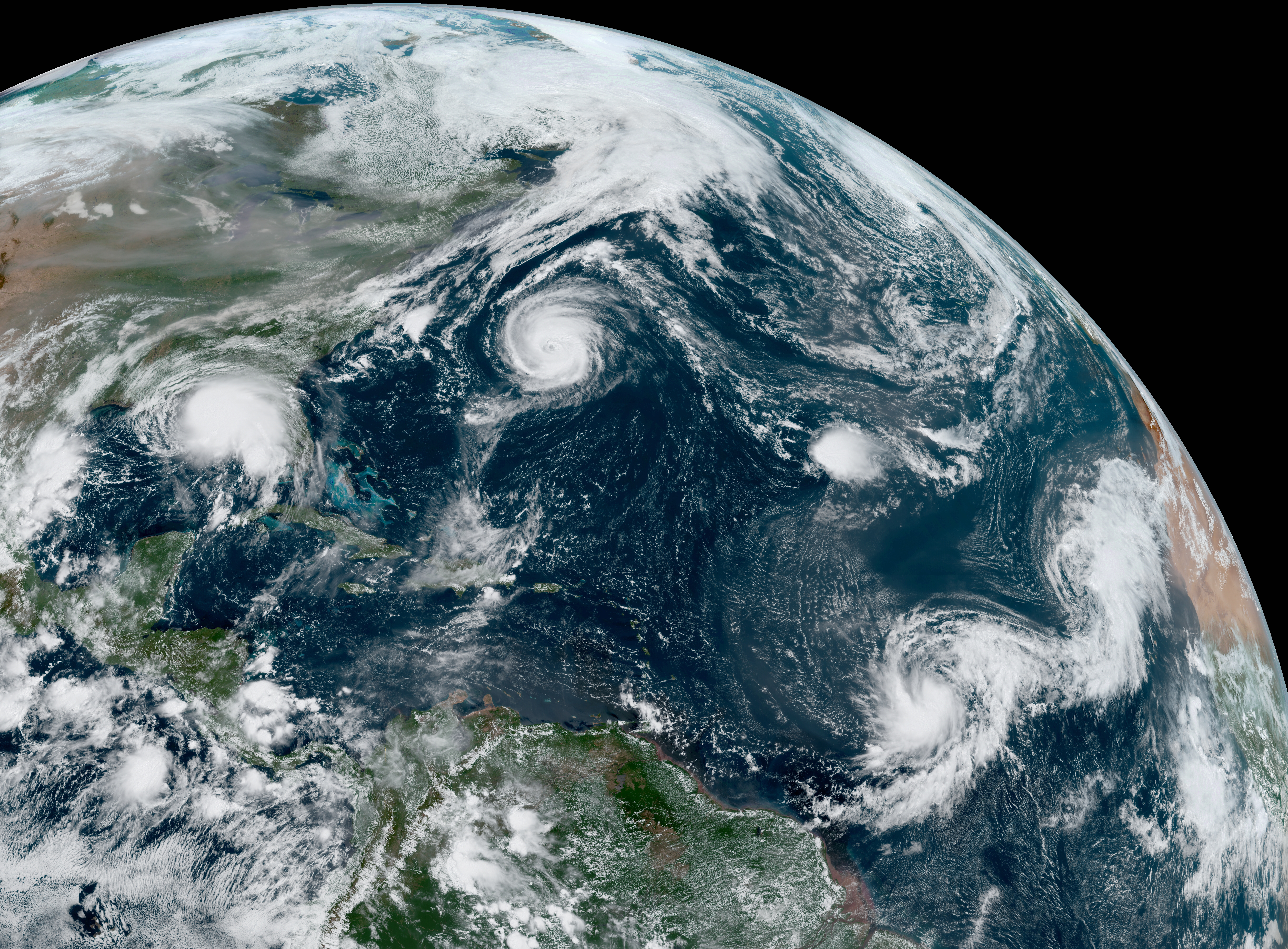
Les 5 cyclones Sally (gauche), Paulette (centre-gauche), Rene (centre-gauche), Teddy (droite en bas) et Vicky (près de l'Afrique) le 14 septembre.

Issue d'une onde tropicale qui a traversé le sud des Petites Antilles le 30 août, la tempête tropicale Nana est née officiellement le 1er septembre au sud de la Jamaïque. Après avoir traversé le golfe du Honduras, Nana est devenue un ouragan de catégorie 1 à 3 h UTC, le 3 septembre, juste avant de toucher la côte du Belize et de s'enfoncer dans les terres où le système a perdu de son intensité.
Le 7 septembre 2020, deux nouveaux systèmes sont nés dans l'Atlantique tropical à partir d'ondes provenant de la côte ouest-africaine, soit Paulette et Rene. Les deux se sont dirigés lentement vers le nord-ouest ou l'ouest-nord-ouest tout en s'organisant mais variant peu d'intensité durant plusieurs jours à cause de conditions marginales. Le 11 septembre, une autre dépression tropicale est apparue près de la Floride et elle deviendra Sally le lendemain dans le golfe du Mexique. Teddy s'est développé le 12 septembre au large de la côte africaine et Vicky le 14 l'a suivi. Ceci donnait 5 cyclones actifs en même temps.
Paulette est passé sur les Bermudes comme ouragan de catégorie 2 la nuit du 13 au 14 septembre, Rene a à peine atteint le stade de faible tempête tropicale au milieu de l'Atlantique tropical avant de se dissiper et Sally est devenue un ouragan de catégorie 2 avant de frapper l'Alabama et le panhandle de Floride pour y causer des inondations historiques. De son côté Teddy est devenu le second ouragan de catégorie 4 de la saison en remontant vers les Bermudes et Vicky n'a pas dépassé le stade de tempête tropicale avant de se dissiper mais a donné des pluies fortes en passant sur les îles du Cap-Vert, causant des inondations.
Le 17 septembre, se forme le 22e système tropical (Vingt-Deux) et le lendemain deux autres naissent donnant Wilfred, qui épuise la liste des noms prévus pour la saison, et la tempête subtropicale Alpha ({\displaystyle \alpha }) au large du Portugal qui débute la liste supplétive. Alors qu’Alpha meurt rapidement en touchant la côte, Vingt-Deux se transforme en tempête tropicale Beta ({\displaystyle \beta }) qui frappera la côte du Texas et donnera d'importantes quantités de pluie le long de son chemin vers la vallée du Tennessee en passant par la Louisisiane, le Mississippi et l'Alabama. Wilfred a lui passé sa courte vie de tempête tropicale en mer, inhibé dans son développement par la présence de Teddy plus à l'ouest. Ce dernier est passé juste à l'est des Bermudes le 21 septembre, comme un ouragan de catégorie 2, puis s'est dirigé vers les provinces de l'Atlantique du Canada tout en se transformant en forte tempête des latitudes moyennes avant d'y arriver.

### Octobre

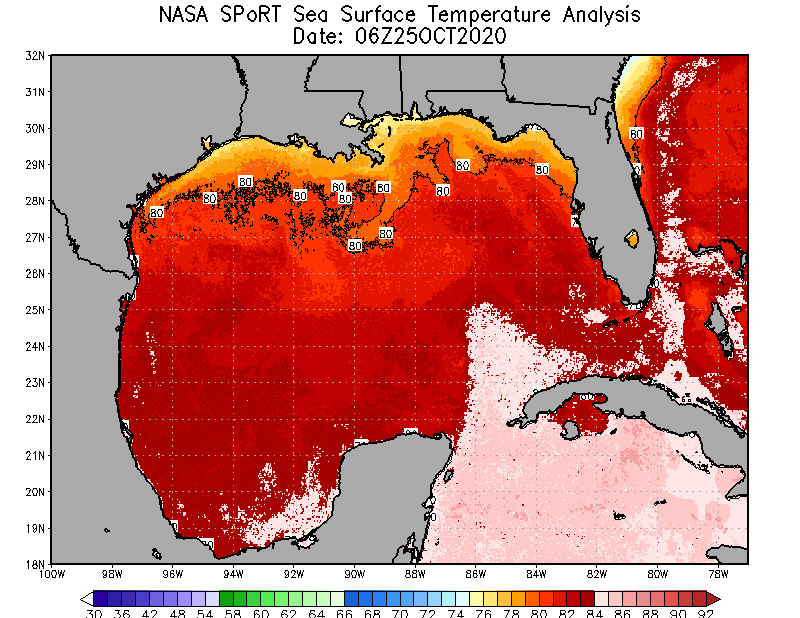
Température de surface dans le golfe du Mexique (25 à) et dans le nord de la mer des Caraïbes (et plus) au 25 octobre.

Après une semaine d'accalmie, l'action a repris la première semaine d'octobre avec formation de l'ouragan Gamma et de l'ouragan Delta dans la mer des Caraïbes. Gamma a déversé des trombes sur la péninsule du Yucatán les 3 et 4 octobre. Delta a atteint la catégorie 4 de l'échelle de Saffir-Simpson en moins de 2 jours avant de passer rapidement, du 6 au 7, à la catégorie 2 sur la péninsule en direction du sud des États-Unis. Il reprit ensuite la catégorie 3 dans le golfe du Mexique et frappa le 9 octobre la côte de la Louisiane à la catégorie 1, à quelques kilomètres près de l'endroit où Laura l'a fait 6 semaines plus tôt et à poursuit vers le nord-est avant de se dissiper.
Une autre plus longue accalmie se produisit avant l'apparition d’Epsilon le 19 octobre loin au sud-est des Bermudes, le 27e système tropical de la saison et le 26e à être nommé. À 3 h UTC le 21 octobre, le NHC rehaussa le système au statut d'ouragan de catégorie un, le 11e ouragan de la saison. Vingt-quatre heures plus tard, il avait atteint la catégorie 3, le 4e ouragan majeur de la saison, en s'approchant des Bermudes. L'ouragan est passé bien à l'est de l'archipel en ayant faibli et s'est dirigé ensuite vers le nord-est pour passer au sud de Terre-Neuve avant de devenir une cyclone extratropical sur l'Atlantique Nord le 26 octobre.
Le 24 octobre, une nouvelle dépression tropicale s'est formée sur le mer des Caraïbes encore très chaude. Elle est devenue la 27e tempête tropicale, nommée Zeta, le lendemain en direction de la péninsule du Yucatán. Elle s'intensifia et frappa la péninsule la nuit du 26 au 27 comme ouragan de catégorie 1. Après un affaiblissement temporaire, Zeta remontant à la catégorie 2 dans le golfe du Mexique avant de toucher la Louisiane le 28 octobre à la catégorie 3 et rapidement transverser les sud-est des États-Unis avant de devenir une dépression extratropicale le lendemain.

### Record en novembre

Iota touchant la côte du Nicaragua.

Le mois débuta par Eta qui est devenu le 28e cyclone à atteindre le seuil de tempête tropicale de la saison, égalant le record de la saison 2005 mais presque deux mois avant celle-ci. Ce système devint un ouragan majeur de catégorie 4 avant de frapper le Nicaragua, et de faire plus de 250 morts et/ou disparus dans les pays d'Amérique centrale, avant de toucher Cuba et la Floride à une intensité moindre mais avec des pluies diluviennes.
Le 10 novembre, la saison 2020 brisa officiellement le record du plus grand nombre de tempête nommées de la saison cyclonique 2005 avec Theta, une tempête subtropicale au milieu de l'Atlantique se dirigeant vers Madère. Le 13 novembre, Iota devint le 31e et dernier cyclone de la saison, ce qui égalait le plus grand nombre de systèmes en une saison de l'Atlantique nord établi par la saison 2005. Le 16 novembre, l'ouragan Iota atteignit la catégorie 5 selon l'analyse initiale du NHC, devenant le premier ouragan de catégorie 5 de la saison et celui de catégorie 5 à s’être formé le plus tardivement dans une saison dans l'Atlantique nord. Cependant, le rapport final du NHC l'a rétrogradé à la catégorie 4 supérieure. Il a ensuite frappé la côte du Nicaragua à la catégorie 4 supérieure et affecta les mêmes pays de l'Amérique centrale qu’Eta deux semaines plus tôt avant de se dissiper sur le Salvador le 18.

## Cyclones tropicaux

### Tempête tropicaleArthur
Pour les articles homonymes, voir Cyclone tropical Arthur.
Le 12 mai, le National Hurricane Center a noté qu'une zone de basse pression devait se développer au cours des jours suivants au nord-est des Bahamas. Tôt le 14 mai, le NHC a commencé à surveiller une zone d'activité orageuse sur le détroit de Floride. Le système s'est déplacé généralement vers le nord-est dans la région des Bahamas tout en s'organisant régulièrement, devenant la première dépression tropicale de la saison à 21 h UTC le 16 mai. Elle fut rehaussée à tempête tropicale, nommée Arthur, le 17 mai 2020 à 3 h UTC dans le bassin de l'Atlantique nord, la première de la saison cyclonique 2020. Le bulletin de prévisions faisait état d'un possible passage du système à proximité de la Caroline du Nord qui fut mise en alerte cyclonique.
Tôt le 18 mai, Arthur se retrouvait à 135 km au sud de Morehead City (Caroline du Nord), se dirigeant vers le nord-nord-est pour frôler les Outer Banks. À 15 h UTC (11 h locale), le centre de la tempête est passé juste au sud-est du cap Hatteras, légèrement plus intense et se dirigeant vers le nord-est. Des vents soutenus jusqu'à 34 nœuds (63 km/h) furent signalés sur la côte. En fin d'après-midi, le NHC a mentionné que le cisaillement des vents en altitude commençait à séparer le centre de la zone de convection profonde à son nord-est, un signe de début de transition post-tropicale.
À 9 h UTC le 19 mai, Arthur était rendu à près de 500 km à l'est-nord-est du cap Hatteras et entamait une courbe vers l'est puis le sud-est, étant de moins en moins tropical. À 15 h UTC, Le NHC reclassa Arthur en tant que cyclone extratropical se dirigeant vers les Bermudes tout en faiblissant et termina ses bulletins.
Le précurseur de la tempête Arthur a donné de forts vents à Grand Bahama, ce qui a endommagé les abris temporaires où une partie de la population résidait depuis le passage de l'ouragan Dorian l'année précédente, mais les précipitations ont seulement provoqué des inondations mineures. Bien qu’Arthur n'ait jamais touché directement la Floride, son précurseur a provoqué de fortes précipitations et des rafales de vent dans les Keys de Floride et le sud de la Floride du 13 au 14 mai avec jusqu'à 136 mm d'accumulation à Marathon le 14 mai. Des inondations ont aussi affecté le comté de Miami-Dade le 14 mai. Des courants d'arrachement le long de la côte est de la Floride jusqu'à la Caroline du Nord ont conduit au sauvetage de 70 personnes dans le comté de Volusia en Floride, dont 3 blessés. SpaceX a été contraint de retarder le lancement de plusieurs satellites Internet Starlink et la Force spatiale américaine a retardé un vol du Boeing X-37B en raison des conditions météorologiques défavorables.
Le 18 mai, Arthur a frôlé la côte de la Caroline du Nord et les bandes extérieures de nuages ont donné de 75 à 125 mm de pluie, causant des inondations côtières et la fermeture de nombreuses routes dans les Outer Banks et en Caroline du Nord. Les dégâts furent minimes.

### Tempête tropicaleBertha
Tard le 25 mai, le National Hurricane Center a commencé à suivre une large zone de basse pression sur la Floride qui avait un faible potentiel de développement tropical. Le 27 mai, à 12 h 30 UTC, le NHC a émis son premier bulletin concernant la tempête tropicale Bertha, située à 50 km à l'est-sud-est de Charleston (Caroline du Sud), se déplaçant vers le nord-ouest à une vitesse de 15 km/h. Une alerte de tempête tropicale fut émise pour la majeure partie côtière de la Caroline du Sud.
La tempête a touché terre près de Mount Pleasant quelques heures plus tard, se dirigeant à l'intérieur des terres. À 18 h UTC, le NHC a rétrogradé Bertha au niveau de dépression tropicale à 105 km au nord-nord-ouest de Charleston À 21 h UTC, le NHC a passé la main au Weather Prediction Center (WPC) qui s'occupe des systèmes en transformation post-tropicale à l'intérieur des États-Unis. À 9 h UTC le 28 mai, le WPC a reclassé Bertha en cyclone post-tropical alors que le système en dissipation était à 130 km au nord-nord-ouest de Roanoke en Virginie.
Le précurseur de Bertha a laissé de 200 à 250 mm de pluie sur plusieurs jours dans certains endroits du sud de la Floride et jusqu'à 360 mm à Miami en 72 heures. Dans et autour de cette ville, les pluies ont contribué à l'inondation de maisons et de routes, en particulier à proximité des canaux. La police locale d'El Portal a demandé que le district de gestion des eaux du sud de la Floride ouvre des vannes pour vider ces canaux. Certaines maisons ont même subi un effondrement de partiel de leur toit à Hallandale Beach et à Hollywood en raison des fortes précipitations.
À Hialeah, plusieurs véhicules ont été bloqués sur des routes inondées, nécessitant le sauvetage de leurs occupants. Le maire a demandé aux résidents de rester à l'intérieur en conséquence. Une tornade de force EF1 a principalement endommagé des arbres et des clôtures dans le sud de Miami, mais plusieurs roulottes de camping ont également été renversés. Les rafales maximales en Floride furent de 82 km/h près de Key Biscayne. Alors que le système progressait vers le nord, loin de la Floride, les bandes de pluies externes de la tempête tropicale Bertha ont contribué au temps orageux à travers l'État le 27 mai, forçant l'annulation du lancement prévu de la mission SpX-DM2 de SpaceX.
Bertha a apporté des inondations significatives à Charleston (Caroline du Sud) après qu'elle a touché la côte. Des pannes de courant mineures se sont aussi produites dans tout l'État. Une noyade a été rapportée à Myrtle Beach en raison des courants d'arrachement de Bertha alors que la tempête était dans les terres. Les dégâts furent estimés à au moins 200 millions $US selon un groupe d'assureurs.

### Tempête tropicaleCristobal
Le NHC a commencé à suivre la dépression tropicale deux-E dans le bassin Pacifique, près de la côte de l'Amérique centrale, le 30 mai. Elle est devenue la tempête tropicale Amanda avant de toucher le Guatemala le 31 mai. Entrant dans les terres, elle s'est dissipée vers 21 h UTC le même jour mais ses restes se sont déplacés vers la baie de Campêche. À 21 h UTC le 1er juin, le système est redevenue une dépression tropicale nommée Trois dans le sud-est de la baie. À 16 h 15 UTC le 2 juin, le rapport d'un avion de reconnaissance indiqua que Trois avait atteint le statut de tempête tropicale et a reçu le nom Cristobal à 215 km à l'est-nord-est de Coatzacoalcos, devenant la troisième tempête tropicale de la saison 2020.
Cristobal s'est graduellement renforcé en dérivant vers la côte mexicaine qu'il a touché près de Ciudad del Carmen le matin du 3 juin,. Son déplacement lent vers le sud-sud-est dans un cisaillement vertical des vents faible lui permit de continuer à tirer énergie et humidité de la baie malgré l'effet affaiblissant du frottement sur terre. Cette dernière l'a quand même fait retomber à dépression tropicale au-dessus de Balancán, au sud de Cuidad del Carmen dans l'état de Tabasco, à 15 h UTC le 4 juin. Par la suite, le système est devenu moins organisé en passant dans le nord-est du Guatemala et il a commencé à courber vers l'est puis le nord.
En arrivant près de Mérida et du golfe du Mexique, le système a repris de la vigueur. Cristobal est redevenu une tempête tropicale à 15 h UTC le 5 juin et a accéléré vers le nord pour entrer en mer vers 21 h UTC,. Après avoir traversé le golfe du sud vers le nord à 20 km/h, la tempête a touché la côte de la Louisiane près de Grand Isle vers 21 h UTC le 7 juin. À 9 h UTC le 8 juin, le NHC rétrograda le système au niveau de dépression tropicale alors qu'il était à 65 km au nord de Baton Rouge, la capitale de la Louisiane.
À 3 h UTC le 10 juin (22 h HAC le 9 juin), le WPC a reclassé Cristobal en dépression extratropicale alors qu'il se trouvait dans le sud-ouest du Wisconsin. Ce système s'est ensuite joint à un autre pour devenir un système des latitudes moyennes passant sur le nord de l'Ontario et du Québec, au Canada, avant d'atteindre la mer du Labrador et de s'y dissiper.
Cristobal est surtout remarquable par les pluies abondantes qu'il a laissé tout au long de sa trajectoire, en particulier sur le sud du Mexique et les pays environnants. Les accumulations ont dépassé 500 mm sur de grandes zones, causant des inondations et des glissements de terrain. Au moins 5 personnes sont mortes directement ou indirectement dans les intempéries.

### Tempête tropicaleDolly
Tard le 19 juin, le NHC a commencé à suivre un système non tropical mal organisé au large de la Géorgie et qui avait un faible potentiel de devenir subtropical en suivant le Gulf Stream. Après plusieurs jours à se diriger vers le nord-est vers des eaux plus froides, il a tourné vers l'est rejoignant des eaux plus chaudes. À 21 h UTC le 22 juin, le NHC a donné le nom Quatre à sa transformation en dépression subtropicale à environ 495 km au sud-est de Nantucket, au Massachusetts. Elle se déplaçait alors vers l'est-nord-est à une vitesse de 9 km/h.
Le lendemain 23 juin à 16 h 15 UTC, le NHC la reclassait tempête tropicale Dolly grâce aux données de vent dérivées des satellites météorologiques qui montraient qu'ils atteignaient 75 km/h avec des rafales plus élevées. De plus, la zone des vents les plus forts et des nuages convectifs s'était contractée, montrant une transition tropicale.
Passant à plus de 500 km au sud de la Nouvelle-Écosse, Dolly a commencé à faiblir dès la soirée tout en accélérant vers le nord-est et des températures de la mer plus froides. Le 24 juin au matin, le système est redevenu une dépression tropicale à 725 km au sud-ouest de Cap Race, Terre-Neuve, ayant un minimum d'activité orageuse. À 15 h UTC le même jour, le NHC a déclaré que Dolly avait fait sa transition post-tropicale et a cessé ses bulletins. Les restes du système se sont transformés en un creux barométrique au sud de Terre-Neuve sans jamais affecter les terres.

### Tempête tropicaleEdouard
Le 3 juillet en soirée, le National Hurricane Center a commencé à suivre une onde avec un faible potentiel de développement au large de la Floride. À 15 h UTC le 4 juillet, le NHC a émis son premier bulletin concernant la dépression tropicale Cinq, située à 390 kilomètres à l'ouest-sud-ouest des Bermudes, se déplaçant à une vitesse de 28 km/h en direction de l'est-nord-est. Elle est passée à 110 km au nord de l'archipel tôt le 5 juillet, y donnant de la pluie modérée.
Le 6 juillet à 3 h UTC, le NHC a reclassé Cinq en tempête tropicale, lui attribuant le nom Edouard. Se trouvant à 1 100 km au sud-sud-ouest du cap Race, Terre-Neuve, elle accélérait à ce moment et se déplaçait à 56 km/h vers le nord-est. À 15 h UTC, Edouard continuait d'accélérer vers le nord-est tout en s'intensifiant. Cependant, le NHC prévoyait sa transition post-tropicale plus tard en journée.
À 21 h UTC le centre déclarait qu’Edouard était devenu une dépression frontale à 715 km au sud-est du cap Race et cessa ses bulletins. Elle devait être absorbée par une autre plus importante au milieu de l'Atlantique Nord au cours des jours suivants.

### Tempête tropicaleFay
La tempête tropicale Fay provient d'une faible dépression des latitudes moyennes qui s'est formée sur le nord du golfe du Mexique le 4 juillet et a lentement dérivé vers l'est avant de traverser le Panhandle de Floride puis à travers le sud-est des États-Unis avant d'émerger au large de la Caroline du Nord le 8 juillet. Le système a ensuite connu des conditions favorables et est devenue une tempête tropicale le 9 juillet. La tempête s'est intensifiée avant de se déplacer vers le nord et de toucher le New Jersey tard le lendemain. Après cela, la tempête a perdu sa convection profonde et a dégénéré en un cyclone post-tropical le 11 juillet avant de fusionner avec un système frontal.
Fay était la sixième tempête nommée le plus hâtivement jamais enregistrée dans le bassin lors de sa formation le 9 juillet. Six personnes ont été tuées en s'aventurant dans le courant d'arrachement et les inondations liées à la tempête. Elle a aussi causé des dommages estimés à 400 millions de dollars américains sur la côte est des États-Unis. C'est finalement le premier cyclone tropical à toucher le New Jersey depuis Irene en 2011.
Aucun mort direct mais 5 nageurs se sont noyés ou sont morts d'autres façons après de s'être baignés dans le courant d'arrachement et la mer agitée indirectement lié à Fay : un nageur de 77 ans et un autre de 18 ans à Atlantic City, un jeune de 17 ans à Raritan Bay et un autre de 19 ans à Long Beach, New York, un homme de 64 ans du Massachusetts noyé au large d'une plage de Rhode Island,,. Une sixième victime présumée est un jeune homme de 24 ans qui est disparu d'une plage à Ocean City (New Jersey).
Selon un regroupement d'assureur, les pertes assurées causées par le vent et l'onde de tempête sur la côte est des États-Unis étaient estimées préliminairement à 400 millions $US.

### Tempête tropicaleGonzalo
Durant la nuit du 19 au 20 juillet, le NHC a commencé à suivre une onde tropicale associée à des orages désorganisés à environ 1 450 km à l'ouest-sud-ouest du Cap-Vert. La probabilité de développement était faible à ce moment mais elle a cru pour devenir de 80 % en mi-journée le lendemain alors qu'un centre dépressionnaire s'est formé et que la zone orageuse s'était accrue. À 21 h UTC, le 21 juillet, le NHC déclara que le centre associé à l'onde tropicale s'était assez organisé pour devenir la dépression tropicale Sept, alors qu'elle était située à environ 1 905 kilomètres à l'ouest-sud-ouest des Îles du Cap-Vert, tout en se déplaçant vers l'ouest-nord-ouest à une vitesse de 13 km/h.
À 12 h 50 UTC le 22 juillet, le NHC a reclassé Sept en tempête tropicale Gonzalo lors d'un bulletin spécial, alors qu'elle se trouvait à 2 010 km à l'est des Îles du Vent. Son diamètre était très petit avec les vents de force de tempête s'étant seulement à 55 km du centre. En soirée, le gouvernement de la Barbade a émis une veille d'ouragan pour l'île alors que la tempête était à 1 685 km à l'est de celle-ci. Le lendemain, elle fut allongée aux îles adjacentes comme Saint-Vincent-et-les-Grenadines.
Le 24 juillet, Gonzalo faiblit en approchant des Petites Antilles du sud. Même si les conditions de température de surface de la mer et de cisaillement des vents étaient favorables, l'humidité relative de l'air était très basse ce qui limitait la formation de nuages convectifs. À 21 h UTC, les vents maximums n'étaient plus que de 65 km/h et sa pression centrale de 1 008 hPa alors que la tempête se trouvait à 600 km à l'est de la Barbade.
Le 25 juillet en début d'après-midi, Gonzalo est passé par la république de Trinité-et-Tobago et est entré dans le sud-est de la mer des Caraïbes. La tempête est retombée au niveau de dépression tropicale dans un environnement de moins en moins favorable et exposé à la friction de la côte du Venezuela. À 21 h UTC, le NHC a émis son dernier bulletin notant que Gonzalo était en train de se dissiper.
Gonzalo a donné des précipitations et des vents modérés lors de passage sur les Petites Antilles du sud et la côte vénézuélienne. Les médias vénézuéliens ont rapporté de hautes vagues sur la côte orientale du pays et des coupures de courant dans certaines zones.

### OuraganHanna
Durant la nuit du 18 au 19 juillet, le NHC a commencé à suivre une onde tropicale au large de la partie est de la République dominicaine. Se déplaçant vers le nord-ouest, elle est passée au large de Porto Rico le 19 juillet, puis a longé le rive nord de Cuba les 20 et 21 juillet tout en développant une large zone désorganisée d'orages. Le 22 juillet, le système est entré dans l'est du golfe du Mexique.
À 3 h UTC le 23 juillet, le NHC a émis son premier avis concernant la dépression tropicale Huit, située à environ 855 km à l'est-sud-est de Port O'Connor, au Texas. À 3 h UTC le 24 juillet, les données recueillies par un avion de reconnaissance de la NOAA ont permis d'établir que Huit s'était intensifiée en tempête tropicale, auquel le NHC attribua le nom Hanna, alors qu'elle se trouvait à 620 km à l'est-sud-est de Corpus Christi, au Texas. Ainsi, Hanna établit le record du huitième système nommé d'une saison s'étant formé le plus rapidement, 11 jours avant le précédent détenteur du record, la tempête tropicale Harvey de 2005.
À 12 h UTC le 25 juillet, alors qu'elle se trouvait à 150 km de Port Mansfield, le NHC rehaussa Hanna au stade d'ouragan de catégorie 1, le premier de la saison 2020, à la suite du rapport d'un avion de reconnaissance et des données du radar météorologique. À 21 h UTC, le NHC confirma que l'ouragan avait touché la côte à Padre Island au moment de son intensité maximale avec des vents soutenus de 150 km/h et une pression centrale estimée à 973 hPa. Le système s'enfonça ensuite dans les terres à 13 km/h.
À 8 h UTC le 26 juillet, Hanna est retombé au niveau de tempête tropicale près de McAllen, Texas, à la frontière mexicaine. À 21 h UTC, Hanna s'est affaibli en dépression tropicale à 55 km de Monterrey, au Mexique. Le NHC cessa ses bulletins et le Weather Prediction Center prit le relais. Elle s'est dissipée le 27 juillet 2020 dans le nord du Mexique.
Hanna a fait des dégâts importants de plus de 395 millions $US et 5 morts, dont un indirect, en plus de 6 disparus,,.

### OuraganIsaias
Le 23 juillet en soirée, le NHC a commencé à suivre une onde tropicale sortant de la côte ouest-africaine. À 15 h UTC le 28 juillet, le NHC a émis le premier bulletin pour le cyclone potentiel Neuf, situé à 940 km à l'est-sud-est des Petites Antilles, et les premiers avertissements pour ces îles bien que les photos visibles
de l'imagerie satellitaire et les données de vent montraient que la circulation du système était encore allongée avec une centre peu défini.
À 3 h UTC le 30 juillet, Neuf est devenu la tempête tropicale Isaias alors qu'elle était située à 250 kilomètres au sud de Ponce (Porto Rico), donnant un nouveau record de formation hâtive pour la neuvième tempête nommée, battant l'ouragan Irene de 2005. Le centre mal défini de la tempête a touché l'est de la République dominicaine en mi-journée (vers 16 h UTC). En soirée, Isaias a réémergé sur les eaux se dirigeant vers les Bahamas à 30 km/h sans avoir perdu de son intensité et à 4 h UTC le 31 juillet, Isaias fut rehaussé au niveau d'ouragan de catégorie 1 alors que le système était à 130 km au sud-est de Great Inagua (Bahamas) à la suite du rapport d'un avion de reconnaissance. À 21 h UTC, le système est cependant retombé au niveau de tempête tropicale. La trajectoire du système a longé ensuite la côte de la Floride.
En fin de journée du 3 août, la trajectoire s'est incurvée vers le nord-nord-est et à 1 h UTC le 4 août (21 h locales le 3 août), Asias est redevenu un ouragan de catégorie 1 juste au large de la Caroline du Sud selon les données colligées par un avion de reconnaissance qui montraient que les vents soutenus atteignaient 135 à 140 km/h. À 3 h 10 UTC, le centre de l'ouragan a touché la côte près de Ocean Isle Beach (Caroline du Nord) et est entré dans les terres en direction nord-nord-est à 35 km/h. Une station météorologique a rapporté des vents de 122 km/h avec rafales à 140 km/h. Quelques heures plus tard, le système est retombé à tempête tropicale à cause de la friction.
Le 5 août à 3 h UTC, le NHC a déclaré Isaias un cyclone post-tropical alors qu'il était à 70 km à l'est-sud-est de Montréal (Québec), Canada, soit juste à la frontière avec le Vermont. Les vents soutenus étaient encore de 70 km/h et le déplacement du système à 61 km/h vers le nord-nord-est. Il sera absorbé par une dépression venant de l'ouest dans les 48 heures suivantes.
Le système a causé des inondations dévastatrices et des dégâts dus au vent à Porto Rico, en République dominicaine et le long de la côte est des États-Unis. Au moins 12 personnes sont mortes dans les intempéries. Selon la société de modélisation des risques Karen Clark & Co, les dommages assurés causés par Isaias devraient s'élever à 4 milliards de dollars américains aux États-Unis et environ 200 millions de dollars dans les Caraïbes, incluant les dommages causés par le vent et les ondes de tempête couverts mais pas les pertes dues aux inondations. Dans son rapport de septembre, la compagnie de gestion des risques AON a estimé que les pertes dans les Antilles et aux États-Unis étaient de plus de 5,225 milliards $US.

### Dépression tropicaleDix
Une onde tropicale est sorti de la côte ouest-africaine le 29 juillet et le NHC a commencé à la suivre à 6 h UTC le lendemain. Elle dériva vers le nord et fut déclaré la dépression tropicale Dix le 31 juillet à 21 h UTC à mi-chemin entre les îles du Cap-Vert et la côte du Sénégal.
À 9 h UTC le 1er août, Dix contournait les îles du Cap-Vert en direction nord-ouest à une distance de plus de 300 km, passant sur des eaux plus froides et dans une zone d'air sec peu propices à un développement. À 3 h UTC le 2 aout, le NHC a déclaré que Dix était devenu une dépression résiduelle en dissipation dans son dernier bulletin.
Étant toujours resté en mer, ce faible système tropical n'a causé aucun dégât connu.

### Tempête tropicaleJosephine
En soirée du 8 août, le NHC a commencé à suivre une onde tropicale bien au sud des îles du Cap-Vert. La probabilité de développement a augmenté au cours des jours suivants à mesure de son déplacement vers l'ouest. Le matin du 11 août, un centre dépressionnaire était apparu au milieu de l'Atlantique tropical et la probabilité était rendu à 90 %. À 21 h UTC, le premier bulletin pour la dépression tropicale Onze fut émis alors que cette dernière était à 2 335 km à l'est des Petites Antilles et se dirigeait vers l'ouest à 26 km/h.
Le 13 août à 15 h UTC, Onze fut rehaussé au niveau de tempête tropicale, nommée Josephine, à 1 565 km à l'est-sud-est de la partie nord des Petites Antilles. Se déplaçant vers l'ouest-nord-ouest, l'organisation de ses nuages s'était amélioré autour du système alors qu'auparavant ils se situaient plus à l'avant du centre à cause du cisaillement des vents en altitude. Josephine est devenu la dixième tempête lors d'une saison atlantique nommée le plus hâtivement, surpassant la date de formation de la tempête tropicale Jose de 2005 par 9 jours.
Le 15 août, la tempête est passée à plus de 250 km au nord-est des Petites Antilles comme Barbuda. Face à un cisaillement des vents en augmentation, Josephine a perdu graduellement sa couverture nuageuse et est devenu un creux barométrique allongé. Le NHC l'a déclaré une perturbation à 21 h UTC le 16 août, alors qu'elle était à 410 km au nord-ouest des Petites Antilles, et cesser ses bulletins.
Josephine n'a causé que des fortes vagues sur les côtes des Antilles et localement des averses.

### Tempête tropicaleKyle
En après-midi du 13 août, une zone dépressionnaire sur l'est de la Caroline du Nord et se déplaçant vers le gulf Stream a commencé à attirer l'attention du NHC. Le lendemain, la probabilité de formation tropicale est devenu plus de 50 % en passant sur les eaux chaudes. À 21 h UTC, le NHC a émis son premier bulletin pour la tempête tropicale Kyle situé à 300 km au sud-est d'Atlantic City (New Jersey) et se dirigeant vers l'est-nord-est. Kyle a battu le record de la onzième tempête nommée de plus hâtivement durant une saison atlantique par 10 jours et qui était détenu par l'ouragan Katrina de 2005.
Le 16 août à 9 h UTC, le NHC a reclassé Kyle en cyclone extratropical alors qu'il était à 880 km au sud-ouest de Terre-Neuve, se dirigeant rapidement vers l'est. En effet, le système a toujours été affecté par un fort cisaillement des vents et n'a jamais pu s'organiser symétriquement autour de son centre, ses nuages étant soufflé vers l'avant. Il était également rejoint par une zone frontale et serait absorbé dans les 48 heures suivantes sans avoir causé de dommages.

### OuraganLaura
Cet ouragan capverdien est né d’une onde ayant quitté la côte ouest africaine et traversé l’Atlantique tropical avant de devenir une dépression tropical à plus de 1 500 km des Petites Antilles le 20 août. En arrivant près des îles du nord de l’archipel, elle est passée au stade de tempête tropicale le 21 août et a ensuite longé tout l’arc antillais jusqu’à la pointe nord-ouest de Cuba.
Débouchant ensuite dans le golfe du Mexique, Laura est devenu un ouragan le 25 août. Grâce à une température de la mer très chaude et un faible cisaillement des vents en altitude, le système s’est rapidement renforcé pour devenir le premier ouragan de catégorie 3 de la saison le 26 août, puis de catégorie 4, juste avant de toucher la côte à la frontière entre le Texas et la Louisiane. Une fois entrée dans les terres, Laura a rapidement perdu son intensité et est redevenu une dépression tropicale dans l'Arkansas avant de tourner vers l'est. Le système fut déclaré dépression résiduelle le 29 août près de la Virginie-Occidentale et fut absorbé ensuite par une dépression venant des Grands-Lacs.
Laura a fait au moins 72 morts, dont 29 indirects, le long de son trajet et causé, selon l'estimation d'un groupe d'assureur, de 8 à 12 milliards $US de dommages aux États-Unis seulement,,,,,,,. Le groupe d'assureurs AON a réévalué en septembre le coût de Laura à >14 milliards $US

### OuraganMarco
Une onde tropicale dans le milieu de l'Atlantique tropical a commencé à être suivie par le NHC le 15 août. Se déplaçant rapidement, elle est passée dans l'est de la mer des Caraïbes en soirée du 17. À 15 h UTC, le 20 août, le NHC reclassa la zone de basse pression qui s'est développé sous cette onde, à 375 km à l'est de la frontière entre le Honduras et le Nicaragua, comme la dépression tropicale Quatorze alors qu'elle se déplaçait à une vitesse de 33 km/h en direction de l'ouest. Une veille de tempête tropicale fut émise pour la côte du Honduras, depuis la frontière avec le Nicaragua jusqu'à Punta Castilla et pour les Islas de la Bahía. Les veilles et alertes cycloniques furent graduellement allongées à plus de pays le long de la trajectoire prévue.
À 12 h UTC le 21 août, le centre de la dépression a frôlé la côte du Honduras, virant vers le nord en direction de la péninsule du Yucatán. À 3 h UTC le 22, Quatorze s'est intensifiée en tempête tropicale Marco, alors que cette dernière était située à 290 km au sud-est de Cozumel, au Mexique. Au cours de la matinée du 22, Marco s'est renforcé grâce à des conditions favorables et son centre est passé dans le canal du Yucatán en après-midi.
À 16 h 30 UTC le 23 août, un rapport provenant d'un avion de reconnaissance a indiqué que Marco avait atteint le stade d'ouragan de catégorie 1, alors qu'il était situé à 480 km au sud-sud-est du delta du Mississippi et se dirigeait vers celui-ci. À cause d'une augmentation du cisaillement des vents du sud-ouest en altitude, le système est retombé au niveau de forte tempête tropicale dès 3 h UTC le 24 selon le rapport d'une autre mission aérienne. L'affaiblissement s'est continué au cours des heures suivantes alors que ses nuages et précipitations se retrouvaient au nord-est du centre du système au matin. À 22 h UTC, Marco a touché la côte de la Louisiane avec des vents soutenus soufflant à peine à 65 km/h alors que ses pluies étaient décalées plus à l'est sur l'Alabama et le panhandle de Floride
À 3 h UTC le 25 août, Marco est retombé au niveau de dépression tropicale, alors qu'il était situé à 70 km à l'ouest du delta du Mississippi. Six heures plus tard, le NHC déclara Marco post-tropical et cessa ses bulletins alors que la dépression résiduelle retournait dans le golfe pour s'y dissiper.
En traversant le canal du Yucatán, Marco a apporté de fortes pluies sur certaines parties de la province de Pinar del Río à Cuba, dont un maximum à Isabel Rubio de 97 mm. Des inondations mineures furent rapportées à Mantoua et à Sandino et quelques arbres ont été abattus pendant la tempête. En raison du cisaillement des vents, les bandes de pluie se sont étendues au nord-est jusqu'en Caroline du Nord et des alertes de tornades ont été émises pour certains des orages. Les fortes pluies au panhandle de Floride ont causé certaines crues soudaines locales.

### OuraganNana
Le NHC a commencé à suivre une onde tropicale à mi-chemin entre le Cap-Vert et les Petites Antilles le 27 août. Celle-ci a traversé les îles du Vent tôt le 30 août puis suivi les îles Sous-le-Vent, y donnant de fortes averses ou orages et des vents vifs. Le 1er septembre au matin, il n'y avait toujours pas de circulation fermée en surface mais la zone orageuse était rendue au sud de la Jamaïque et des navires rapportaient des vents de force de tempête dans son quadrant nord. À 15 h UTC, le NHC a émis son premier avis pour le cyclone tropical potentiel Seize, à la suite du rapport d'un avion de reconnaissance, alors que le système était situé à 225 km au sud-sud-ouest de Kingston (Jamaïque). Une veille de tempête tropicale fut émise pour le nord du Honduras, pour les Islas de la Bahía et l'île de Roatán. Le NHC lui attribuait alors une probabilité de développement de 90% sur 48 heures.
Un peu plus d'une heure après sa désignation comme cyclone tropical potentiel, le système est devenu une tempête tropicale et s'est vu attribuer le nom Nana à la suite d'un autre rapport provenant d'un avion de reconnaissance, alors qu'il était situé à 195 km de Kingston. À 17 h UTC, la veille de tempête tropicale fut allongée à la côte du Belize, depuis Punta Barrios, ainsi qu'à la côte du Guatemala jusqu'à Chetumal, Mexique.
À 3 h UTC le 3 septembre, le NHC a rehaussé Nana au niveau d'ouragan de catégorie 1 alors qu'elle était à 95 km au sud-est de Belize City. Vers 6 h UTC, Le système a touché la côte du Belize, entre Dangriga et Placencia, avant d'être rétrogradé à tempête tropicale en entrant dans les terres. À 21 h UTC, Nana fut rétrogradé à nouveau en dépression tropicale dans le centre-nord du Guatemala.
À 3 h UTC le 4 septembre, Nana a finalement été reclassé dépression résiduelle à 195 km au nord-ouest de Guatemala City, soit à la frontière avec le Chiapas (Mexique). Le NHC prévoyait que le système était pour sortir dans le golfe de Tehuantepec dans les 24 heures suivantes.
Aucun dégât majeur aux infrastructures ou perte de vie ne furent rapportées, cependant des pertes significatives à l'agriculture furent signalées au Belize.

### Tempête tropicaleOmar
Une zone orageuse dans le nord-est du golfe du Mexique a commencé à attirer l'attention du NHC le 29 août et le centre l'a mentionné pour la première fois durant la nuit du 29 au 30 août. L'onde courte qui lui était associée est passée à travers le nord de la Floride et a débouché sur l'Atlantique près du Gulf Stream le lendemain. Une dépression de surface s'est formée le 31 et à 21 h UTC, le NHC a émis son premier avis pour la dépression tropicale Quinze, située à 305 km du cap Hatteras, en Caroline du Nord, à la suite d'un rapport provenant d'un avion de reconnaissance.
À 21 h UTC le 1er septembre 2020, le NHC a rehaussé la dépression au niveau de tempête tropicale Omar à 365 km à l'est du cap Hatteras. Malgré le fort cisaillement des vents que le système subissait, la température de la mer fut suffisante pour que la convection s'organise. Omar devint la quinzième tempête nommée le plus tôt dans une saison atlantique, battant la marque précédente d'environ une semaine enregistrée par l'ouragan Ophelia en 2005. Le lendemain à 21 h UTC, le NHC reclassa Omar comme une dépression tropicale alors qu'elle était à 430 km au nord des Bermudes, sa convection profonde se retrouvant bien à l'est du centre de surface mal défini.
Malgré un fort cisaillement des vents persistant, Omar était contre toute attente toujours tropical à 3 h UTC le 5 septembre alors qu'il se trouvait à 780 km à l'est-nord-est des Bermudes. Finalement, à 21 h UTC, le système est devenu post-tropical et le NHC a cessé ses bulletins alors que l'ex-Omar était à près de 1 000 km au nord-est de l'archipel. Il se dirigeait vers le nord et des eaux plus froides où il fusionnera avec un système frontal le jour suivant. Ce dernier finira par passer près de l'Écosse le 9 septembre.

### OuraganPaulette
Le 2 septembre, une onde tropicale est sortie de la côte ouest-africaine. Elle est passée au sud des îles du Cap-Vert et le 5, la probabilité de développement tropical était de 80 %. À 3 h UTC, le 7 septembre, une zone de basse pression associée à  l'onde tropicale a été désignée comme la dépression tropicale Dix-sept, alors qu'elle était située à 1 865 km à l'ouest des Îles du Cap-Vert. À 15 h UTC, la dépression s'est intensifiée en tempête tropicale, à laquelle le NHC attribua le nom Paulette. Elle était alors située à 1 940 km à l'ouest de l'archipel. Par la suite, le cisaillement des vents en altitude ne lui permit qu'une intensification très lente dans une déplacement lent vers le nord-ouest.
À 3 h UTC le 12 septembre, le service météorologique des Bermudes a émis une veille de tempête tropicale alors que la trajectoire prévue de Paulette l'amenait directement vers l'archipel dans les 48 heures suivantes. À 21 h UTC, la veille fut transformée en alerte d'ouragan. À 3 h UTC le 13 septembre, le rapport provenant d'un avion de reconnaissance permit de déterminer que Paulette était devenu le sixième ouragan de la saison, alors qu'il se dirigeait toujours vers les Bermudes, à 615 km au sud-est de l'archipel.
Paulette a commencé à affecter les Bermudes le soir du 13 septembre et son œil est entré sur l'archipel à 6 h UTC le 14 septembre (2 h locales). Ses vents soutenus étaient alors de 140 km/h. Il a traversé l'archipel tout en se renforçant et il l'a quitté avec des vents de 155 km/h et une pression centrale de 970 hPa à 12 h UTC, ce qui en faisait un ouragan de catégorie 2 alors qu'il était situé à 65 km au nord de celui-ci. L'ouragan a atteint des vents soutenus maximum de 170 km/h et un pression minimale de 965 hPa à 18 h UTC, soit juste sous la catégorie 3, à 180 km au nord des Bermudes. Par la suite, le système s'est légèrement affaibli en accélérant vers le nord-est.
À 15 h UTC le 16 septembre, Paulette était rendue à 725 km à l'est-sud-est du cap Race, Terre-Neuve, et avait perdu son caractère tropical en passant sur des eaux plus froides. Le NHC l'a déclaré un fort cyclone extratropical ayant encore des vents soutenus de 140 km/h qui devait diminuer d'intensité en tournant graduellement vers le sud et cessa ses bulletins.
À 3 h UTC, le 22 septembre, les restants post-tropicaux de Paulette se sont réorganisés en tempête tropicale, à 480 km au sud-sud-est des Açores. Vingt-quatre heures plus tard, le système est redevenu post-tropical en passant sur des eaux plus froides et subissant un fort cisaillement des vents en altitudes à 720 km à l'est-du-est des Açores.
Aucun décès et des dégâts minimum furent rapportées aux Bermudes. Un homme de 60 ans s'est noyé en nageant à Lavallette (New Jersey) dans un courant d'arrachement associé à la houle cyclonique de Paulette.

### Tempête tropicaleRene
Le 5 septembre, une onde tropicale sur le Sénégal a commencé à attirer l'attention du NHC. Elle est sortie de la côte ouest-africaine le lendemain avec une bonne probabilité de développement. Tôt le 7 septembre, l'onde était à mi-chemin entre la côte du Sénégal et les îles du Cap-Vert et avait développé une circulation en surface ayant une probabilité de devenir un système tropical de 90 %. À 9 h UTC, la dépression tropicale Dix-huit s'est formée à 405 km à l'est-sud-est des îles. Une alerte de tempête tropicale fut émise pour la totalité de l'archipel, vu que le NHC prévoyait son intensification au stade de tempête tropicale avant qu'elle n'atteigne leurs côtes.
À 21 h UTC, le NHC reclassait Dix-huit en tempête tropicale Rene, alors qu'elle était à 180 km à l'est du Cap-Vert. Le système arriva à Boa Vista à 0 h UTC le 8 septembre et traversa l'archipel au cours des 12 heures suivantes. Après ce passage, Rene faiblit temporairement au niveau de dépression tropicale. Après voir regagné le statut de tempête tropicale, le cisaillement des vents en altitude et une injection d'air sec ne lui permit qu'une stagnation d'intensité en dérivant vers l'ouest-nord-ouest, atteignant un maximum de vents soutenus de 85 km/h le 10 septembre.
À 15 h UTC le 12 septembre, Rene est à nouveau retombé au niveau de dépression tropicale à 2 275 km à l'ouest-nord-ouest des îles du Cap-Vert. À 21 h UTC, le 14 septembre, Rene fut déclaré en dissipation et le NHC cessa ses bulletins.
Les îles du Cap-Vert ont subi des pluies et des vents à son passage mais aucun rapport de dégâts importants ne fut signalé,. Le rapport final sur la tempête Rene par le NHC lui a assigné des vents soutenus de 75 km/h et une pression minimale de 1 001 hPa.

### OuraganSally
Une zone orageuse désorganisée ayant un potentiel de développement est apparue le soir du 9 septembre au large des Bahamas. À 21 h UTC le 11 septembre, le NHC a émis son premier avis pour la dépression tropicale Dix-neuf, située à 130 km à l'est-sud-est de Miami, en Floride. Une veille de tempête tropicale fut alors émise pour la côte de la Floride, depuis Jupiter Inlet jusqu'à Ocean Reef.
À 3 h UTC le 12 septembre, alors que Dix-neuf était à peine 40 km de Miami, une autre veille de tempête tropicale fut émise pour une portion de la panhandle de Floride, depuis le fleuve Ochlockonee jusqu'à la frontière entre les comtés d'Okaloosa et de Walton. La dépression toucha la côte de Floride juste au sud de Miami vers 6 h UTC et a ensuite traversé le sud de l'État durant la nuit pour ressortir dans l'est du golfe du Mexique au matin. À 18 h UTC, la dépression s'est intensifiée en la tempête tropicale Sally, alors qu'elle était située à 60 km au sud-sud-est de Naples (Floride). Les veilles et alertes cycloniques furent déplacées jusqu'au delta du Mississippi.
À 16 h UTC le 14 septembre, le NHC émet un bulletin spécial faisant état d'un très net renforcement de Sally en 1 heure seulement, atteignant le statut d'ouragan avec des vents de 140 km/h et une pression de 985 hPa. À 21 h UTC, le NHC rehaussa Sally au niveau d'ouragan de Catégorie 2 sur l'Échelle de Saffir-Simpson alors qu'il était à 170 km à l'est du delta du Mississippi et se dirigeait lentement vers celui-ci.
Le matin du 15 septembre, les vents de Sally avait légèrement ralenti pour retomber à la catégorie 1 et le système se déplaçait très lentement vers le nord-ouest à 110 km à l'ouest du delta, donnant des pluies diluviennes et une importante onde de tempête tout le long de la côte de la Louisiane au panhandle de Floride. Le soir, la trajectoire avait tourné vers le nord-nord-est, s'approchant de la côte de l'Alabama et s'approfondissait à 972 hPa. À 9 h 45 UTC, le 16 septembre, le centre de l’œil de l'ouragan est entré sur les terres près de Gulf Shores, en Alabama, en tant que catégorie 2 avec des vents maximums soutenus de 165 km/h et une pression centrale de 965 hPa. À 18 h UTC, Sally était déjà redevenue une tempête tropicale à 45 km au nord-nord-est de Pensacola, Floride, à cause de la friction.
À 3 h UTC le 17 septembre, le système fut déclassé au niveau de dépression tropicale par le NHC alors qu'il se trouvait au sud de Montgomery (Alabama), se dirigeant vers le nord-est avec des vents soutenus de seulement 55 km/h. Produisant encore des pluies diluviennes, l'ex-Sally était sur le déclin rapide et à 15 h UTC, elle est devenue une dépression post-tropicale sur le sud de la Géorgie à 185 km au sud-ouest d'Athens. La dépression des latitudes moyennes devait passer ensuite sur les Carolines et déboucher sur l'océan Atlantique.
Selon le réassureur AON, les dégâts causés par Sally furent estimés à plus de 5 milliards $US aux États-Unis. Il a fait également 8 morts, dont 2 indirects.

### OuraganTeddy
Teddy s'est formé à partir d'une onde tropicale quittant la côte africaine et devenant la 20e dépression tropicale de la saison le 12 septembre. À cause du cisaillement des vents en altitude, ce n'est que deux jours plus tard que le système est devenu la tempête tropicale Teddy. Après une intensification constante pendant environ une journée, la tempête est rapidement devenue un ouragan de catégorie 2 le 16 septembre. Il s'est ensuite rapidement intensifié à nouveau le 17 septembre et est devenu un ouragan de catégorie 4. À partir du 19, Teddy a commencé à fluctuer en intensité puis faiblir avant de passer à 240 km à l'est des Bermudes le 21 septembre. C'était le deuxième cyclone tropical à menacer les Bermudes en 2020, seulement une semaine après que l'ouragan Paulette ait touché terre l'archipel le 14 septembre.
Par la suite, Teddy est remonté vers le nord puis le nord-est avant de devenir une tempête post-tropicale à l'approche de la Nouvelle-Écosse grâce à la rencontre avec une zone frontale et des eaux plus froides. Elle touché la côte à un peu plus de 100 km à l'est-nord-est d'Halifax (Nouvelle-Écosse) le matin du 23 septembre avant de continuer vers le golfe du Saint-Laurent, puis le détroit de Belle-Isle, tout en faiblissant. L'ex-Teddy a fini par fusionner avec une autre dépression des latitudes moyennes dans la mer du Labrador à l'ouest du Groenland le 24 septembre.
Teddy a fait des dégâts minimes en frôlant les Bermudes et peu importants en passant sur l'est du Canada une fois devenu un cyclone extratropical. Sa grande taille et la force de ses vents ont provoqué de fortes houles à des centaines de kilomètres de sa trajectoire, allant des Petites et Grandes Antilles à la côte est des États-Unis et au Canada atlantique. Deux personnes à Porto Rico se sont noyées sous les fortes vagues et le courant d'arrachement. On compte une autre noyade près de Point Pleasant Beach, New Jersey, dans les mêmes circonstances.

### Tempête tropicaleVicky
Une onde tropicale a quitté la côte Sénégalaise le 11 septembre et s'est dirigée vers l'ouest-nord-ouest les jours suivants. Le 14 septembre, à 10 h UTC, le NHC émit son premier bulletin pour la dépression tropicale Vingt-et-un, alors qu'elle était située à 535 km à l'ouest-nord-ouest du Cap-Vert. Cinq heures plus tard, Vingt-et-un devint la vingtième tempête tropicale de la saison, nommée Vicky, avec des vents de 75 km/h et une pression minimale de 1 002 hPa.
À 21 h UTC le 16 septembre, la tempête était rendu à 1 375 km à l'ouest-nord-ouest de l'archipel et diminuait d'intensité, subissant l'effet du cisaillement des vents en altitude venant de l'ouragan Teddy plus à l'ouest. À 15 h UTC le 17 septembre, Vicky fut déclassé au niveau de dépression tropicale. Six heures plus tard, Vicky fut déclarée dépression résiduelle au milieu de l'Atlantique tropical et le National Hurricane Center cessa ses bulletins.
L'onde tropicale qui a engendré Vicky a provoqué des inondations dans les îles du Cap-Vert, jusqu'à 80 mm de pluie en 24 heures, moins d'une semaine après le passage de la tempête tropicale Rene. Plusieurs routes principales ont été bloquées et des ponts, des bâtiments, des voitures et les terres agricoles furent endommagés. Au moins une personne fut tuée à Praia le 12 septembre.

### Tempête tropicaleWilfred
Le 14 septembre, le NHC a commencé à suivre une zone dépressionnaire sur la côte africaine. Supportée par une onde tropicale, elle avait une probabilité moyenne de développement. Elle s'est lentement déplacée vers l'est sur l'Atlantique tropical, bien au sud des îles du Cap-Vert. À 15 h UTC le 18 septembre, la tempête tropicale Wilfred se forma sous l'onde tropicale à 1 015 km à l'ouest-sud-ouest du Cap-Vert, tout en se déplaçant à 28 km/h en direction de l'ouest-nord-ouest. C'était la 21e tempête nommée le plus hâtivement lors d'une saison atlantique, battant l'ouragan Vince de 2005 par 20 jours. C'est seulement le deuxième système portant un nom commençant avec "W", après l'ouragan Wilma en 2005, depuis le début de la nomenclature alphabétique en 1950.
Après avoir subi des conditions défavorables en entrant dans le sillage de Teddy, Wilfred est redescendu au seuil de dépression tropicale le 20 septembre en fin de journée à 1 660 km à l'est des Petites Antilles. À 3 h UTC le 21, le NHC a émis son dernier bulletin quand le système a dégénéré un creux barométrique ouvert.
Aucun impact autre que houle cyclonique n'a été rapporté avec Wilfred.

### Tempête subtropicaleAlpha
Pour les articles homonymes, voir Cyclone tropical Alpha.
Le 15 septembre, le NHC a commencé à suivre une dépression frontale bien au nord-ouest de la péninsule ibérique ayant un potentiel pour devenir subtropicale. À 16 h 30 UTC, le 18 septembre, la tempête subtropicale Alpha s'est formée à 125 km au nord de Lisbonne, au Portugal, à partir du système non tropical précédent. Ceci fit de la saison 2020 la deuxième dans l'histoire à utiliser l'Alphabet grec pour nommer ses cyclones, l'autre étant la saison cyclonique 2005. Elle touche la côte à 195 km au nord-nord-est de Lisbonne 3 heures plus tard et des vents soutenus de 39 nœuds (72 km/h) furent rapportés à Sao Pedro de Moel ainsi qu'une pression de 996 hPa.
Le système devient rapidement une faible dépression des latitudes moyennes résiduelle en entrant dans les terres et le NHC cesse ses bulletins à 3 h UTC le 19 septembre. Cette éphémère tempête est un des rares cas de cyclone tropical ou subtropical à toucher l'Europe.
Au Portugal, les vents dus à Alpha, suivie de sa dépression extratropicale, ont provoqué des pannes de courant généralisées, renversé des arbres et endommagé des dizaines de véhicules. Au total, il y eut 203 rapports d'arbres tombés, 174 rapports d'inondations mineures, 88 structures endommagées et 82 routes bloquées par des débris. Parmi ces rapports, 143 se trouvaient dans le district de Leiria et 135 dans le district de Lisbonne. Des orages supercellulaires associés au système ont engendré au moins deux tornades confirmées à Beja et Palmela,. L'inondation de nombreuses rues fut rapporté dans certaines villes du Portugal occidental, particulièrement Setúbal. Les vents ont fait tomber l'antenne de diffusion de Radio 94 FM à Senhora do Monte, district de Leiria.
En Espagne, le front froid associé à Alpha a fait dérailler un train à Madrid, cependant personne n'a été gravement blessé. Une femme est décédée à Calzadilla après la chute d'un toit sur elle.

### Tempête tropicaleBeta
Le 10 septembre, le NHC a commencé à surveiller un creux barométrique qui s'était formé au-dessus du nord-est du golfe du Mexique. Le développement du système n'était pas prévu à ce moment en raison des forts vents en altitude produits par l'ouragan Sally. La perturbation a néanmoins persisté, se déplaçant vers de façon anti-horaire en suivant la côte du golfe. Elle a commencé à s'organiser au large du Mexique lorsque Sally s'est éloignée tôt le 16 septembre. À 23 h UTC le 17 septembre, le NHC émit son premier avis concernant la dépression tropicale Vingt-deux, située à 370 km à l'est de Tampico, au Mexique, à la suite du rapport d'un avion de reconnaissance.
À 21 h UTC, le 18 septembre, Vingt-deux s'intensifia en tempête tropicale, nommée Beta, alors qu'elle était située à 450 km à l'est-sud-est de l'embouchure du Río Grande, devenant la 23e tempête atlantique la plus hâtivement nommée lors d'une saison dans ce bassin, battant la tempête tropicale Alpha de 2005 de 34 jours. Six heures plus tard, des veilles cycloniques de tempête et d'ouragan furent émises pour la côte du Texas et une partie de celle de la Louisiane. Par la suite, la tempête a suivi une trajectoire en arc de cercle anti-horaire dans l'ouest du golfe du Mexique.
Un peu après 3 h UTC le 22, le centre de Beta a touché la côte du Texas près de Port O'Connor, traversant l'île Matagorda, pour ensuite se déplacer vers le nord-est. À 15 h UTC, le NHC l'a reclassé dépression tropicale à 25 km à l'est-nord-est de Victoria (Texas) continuant à donner de fortes accumulations de pluie à cause de son déplacement lent. À 3 h UTC le 23, Beta est devenu un dépression post-tropicale à 60 km à l'ouest-sud-ouest de Galveston (Texas) et fut prise en charge par le Weather Prediction Center.
Le 24 au matin, l'ex-Beta est entrée dans le sud du Mississippi puis continua vers le nord-est avant de se dissiper sur le nord-est de l'Alabama le 25 septembre. Tout au long de son chemin, le système a donné de copieuses quantités de pluie sur le Texas, Louisiane, le Mississippi l'Alabama et la vallée du Tennessee. ON rapporte une noyade dans la région de Houston.

### OuraganGamma
Le soir du 27 septembre, le NHC a commencé à pointer une zone de développement probable d'un système tropical dans les 3 et 5 jours suivants sur le nord-ouest de la mer des Caraïbes. Cette prévision était purement faite à partir des sorties des modèles de prévision numérique du temps. À 3 h UTC le 30, le NHC montrait dans son bulletin d'aperçu qu'une onde tropicale était entrée sur le centre de ce bassin et pouvait déclencher ce développement dans les 3 jours suivants. En soirée du 1er octobre, la probabilité de formation était rendue à plus de 70 % alors qu'une large zone dépressionnaire s'est développée au large du Honduras.
À 15 h UTC, le 2 octobre, le NHC émit son premier bulletin pour une dépression tropicale, située dans le golfe du Honduras à 355 km au sud-est de Cozumel, au Mexique. Elle reçut le numéro Vingt-cinq. Une alerte de tempête tropicale fut émise depuis Punta Herrero jusqu'à Cabo Catoche, ainsi qu'une veille de tempête tropicale depuis le sud de Punta Herrero jusqu'à Puerto Costa Maya et de l'ouest de Cabo Catoche jusqu'à Dizilam. À minuit UTC, le 3 octobre, la dépression s'intensifia en tempête tropicale Gamma, alors qu'elle était située à 220 km au sud-sud-est de Cozumel.
À 15 h UTC (10 h locales) le 3 octobre, un avion de surveillance rapporta que la tempête s'était renforcée, ayant des vents soutenus de 110 km/h et une pression centrale de 983 hPa, à 30 kilomètres de Tulum sur la côte de la péninsule du Yucatán, et les avertissements furent rehaussés à alerte d'ouragan. Dans le rapport final du NHC, une réanalyse montra que l'intensité était de catégorie 1 dans l'échelle de Saffir-Simpson juste avant de toucher la côte, avec des vents soutenus de 120 km/h et une pression centrale de 978 hPa. Deux heures plus tard, Gamma entra dans les terres près de cette ville du Mexique. Le système a traversé la pointe de la péninsule et il est ressorti affaibli durant la nuit sur le golfe du Mexique avec des vents soutenus de 85 km/h.
Après avoir errée au nord de la côte, sa trajectoire s'est ensuite incurvée vers l'ouest pour lentement longer celle-ci vers la baie de Campêche. À 21 h UTC, le 5 octobre, Gamma est retombé au niveau de dépression tropicale, et le NHC estimait que le cyclone allait devenir une dépression résiduelle quelques heures plus tard car il était sous l'influence d'un fort cisaillement des vents en altitude. Six heures plus tard, conformément aux prédictions du NHC, Gamma devint une dépression post-tropicale, à 140 km à l'est-nord-est de Progreso, au Mexique. Par la suite, l'ex-Gamma devait entrer dans les terres de la péninsule du Yucatán et s'y dissiper.
La tempête est surtout notable pour avoir de donné des pluies torrentielles sur le sud-est du Mexique. L'humidité associée à Gamma s'est cependant déplacée aussi loin que la Floride qui a reçu 180 mm de pluie par endroits sous des orages. De fortes pluies ont également touché l'ouest de Cuba qui a reçu localement 152,4 mm.
Au moins 6 personnes sont mortes et des milliers ont été évacuées dans le sud-est du Mexique avec 4 des décès survenus au Chiapas après qu'un glissement de terrain ait enterré une maison. Deux autres décès sont survenus au Tabasco après qu'une personne a été emportée par la crue et une autre se soit noyée,. Selon l'entreprise de réassurance Aon, les dégâts causé par Gamma furent estimés à plus de 100 millions $US.

### OuraganDelta
Delta est le 3e ouragan majeur de la saison 2020 dans l'océan Atlantique. C'est également la 25e tempête la plus hâtivement nommée dans le bassin de l'Atlantique nord, devançant la tempête tropicale Gamma de 2005 de 41 jours et le second ouragan à frapper le sud-ouest de la Louisiane en moins de 2 mois. Delta est aussi devenu la dixième tempête nommée à toucher la côte aux États-Unis en 2020, soit le plus grand nombre en une seule saison de l'Atlantique enregistrée, dépassant le record précédent de 9 en 1916. De plus, il était la quatrième tempête nommée à toucher la Louisiane en 2020, à égalité avec le record de 2002,,.
Provenant d'une onde onde tropicale détectée au large des Petites Antilles le 30 septembre, Delta s'est organisé en entrant dans la mer des Caraïbes pour devenir une dépression tropicale le 4 octobre. Son intensification subséquente fut rapide, passant de tempête tropicale à ouragan de catégorie 4 en deux jours. Il toucha ensuite la pointe de la péninsule du Yucatán à la catégorie 2, ayant perdu de sa force à cause de la friction, moins d'une semaine après tempête tropicale Gamma.
Après la traversée de la péninsule, l'ouragan a débouché dans le golfe du Mexique affaibli mais reprit de la vigueur pour atteindre à nouveau la catégorie 3 en se dirigeant vers la Louisiane. Delta en toucha la côte à la catégorie 2 près de Creole (Louisiane) le 9 octobre, la même région que l'ouragan de catégorie 3 Laura frappa durement le 27 août précédent. Une fois entré dans les terres, Delta perdit rapidement de son intensité pour retomber à tempête tropicale durant la nuit suivante, dépression tropicale le lendemain matin en se déplaçant vers le nord-est. Le système est finalement devenu une dépression post-tropicale tard en après-midi du 10 octobre en passant sur le nord du Mississippi. Cette dernière passa sur la Caroline du Nord le 12 et fut absorbée par une dépression des latitudes moyennes passant au large de la côte Est des États-Unis et du Canada.
L'ouragan a fait 6 décès indirects,,,,. Selon l'entreprise de réassurance Aon, les dégâts causé par Delta furent estimés à 4 milliards $US aux États-Unis et quelques centaines de millions $US au Mexique.

### OuraganEpsilon
Le NHC a commencé à surveiller un vaste centre dépressionnaire non tropical à près de 1 000 km à l'est-sud-est des Bermudes le soir du 15 octobre. Le lendemain, la probabilité de développement tropical a dépassé 50 % à l'intérieur de 3 à 5 jours. À 12 h UTC le 19 octobre, le système est officiellement devenu la dépression tropicale Vingt-Sept à 1 155 km au sud-est des Bermudes. Trois heures plus tard, elle était rehaussée à tempête tropicale et nommée Epsilon. Celle-ci est devenue la 26e plus hâtivement nommée durant une saison cyclonique dans le bassin Atlantique Nord, devançant la tempête tropicale Delta de 2005 par plus d'un mois. Le 20 octobre, à 15 h UTC, une veille de tempête tropicale fut émise pour l'archipel des Bermudes.
À 3 h UTC le 21 octobre, le NHC rehaussa Epsilon au statut d'ouragan de catégorie un, alors qu'il était situé à 875 km à l'est-sud-est des Bermudes, se déplaçant vers le nord-ouest à 20 km/h. Ce 10e ouragan de la saison avait alors un important diamètre avec les vents de force de tempête tropicale s'étendant jusqu'à 555 km du centre dans son quadrant nord. À 15 h UTC, la veille de tempête tropicale émise pour les Bermudes fut augmentée au niveau d'alerte de tempête tropicale, alors qu’Epsilon se trouvait à 650 km à l'est-sud-est de l'archipel et avait pris une direction plus ouest-nord-ouest. À 17 h 30 UTC, lors d'un bulletin spécial, le NHC rehaussa Epsilon à la catégorie deux après le rapport d'un avion de reconnaissance indiquant des vents soutenus de 175 km/h. Un peu plus de trois heures plus tard, Epsilon, toujours en intensification rapide, atteignit la catégorie trois sur l'échelle de Saffir-Simpson avec des vents de 185 km/h, devenant le 4e ouragan majeur de la saison.
Par la suite, le déplacement du système a ralenti et s'est mis à courber vers le nord-ouest. En même temps, il rencontra des conditions moins favorables et au matin du 22 octobre, il était retombé à la catégorie deux. En mi-journée, Epsilon était revenu à la catégorie 1 et il est passé à environ 300 km à l'Est des Bermudes en soirée. La trajectoire a ensuite tourné vers le nord puis le nord-est en entrant sous l'influence de la circulation atmosphérique générale et en suivant le Gulf Stream.
À 21 h UTC le 24 octobre, Epsilon était rendu à mi-chemin entre les Bermudes et Terre-Neuve, se dirigeant vers des eaux plus froides. Le lendemain matin, l'ouragan est entré en interaction avec une zone frontale, passant sur des eaux à seulement 17 °C au large de Terre-Neuve, et a commencé sa transition post-tropicale. À 21 h UTC, le système est retombé au niveau de tempête tropicale, avec des vents soutenus de 110 km/h, à 675 km à l'est du cap Race. Il n'y avait uniquement de la convection profonde que près du centre et sa vitesse était en accélération vers l'est-nord-est. À 3 h UTC le 26 octobre, le NHC a finalement déclaré Epsilon un cyclone post-tropical à 1 090 km du cap Race et cessé ses bulletins. Poursuivant sa route vers le nord-est, le système fusionna avec une dépression venant de la mer du Labrador et l'ensemble s'est dirigé vers le nord de l'Europe.
Epsilon a causé une forte houle cyclonique jusqu'aux Antilles, le long de la côte Est des États-Unis et du Canada, ainsi qu'aux Bermudes. Bien que ces dernières furent mises en avertissement de tempête, aucun autre effet ne fut rapporté. L'ex-Epsilon est restée bien au large de l'Europe, entre l'Écosse et l'Islande, mais elle a donné du vent et de la pluie sur l'Europe de l'Ouest et du Nord, avec des vagues de 6 à 8 mètres par endroits le long des côtes,.

### OuraganZeta
Depuis la mi-octobre, le NHC suivait plusieurs zones de convection ayant un potentiel de développement dans la mer des Caraïbes. À 21 h UTC, le 24 octobre, le NHC émit son premier avis concernant la dépression tropicale Vingt-Huit, située à 405 km au sud-sud-est de la pointe ouest de Cuba.
À 6 h UTC le 25 octobre, Vingt-Huit s'intensifia en tempête tropicale, que le NHC nomma Zeta, à 415 km à l'est-sud-est de Cozumel. Six heures plus tard, Zeta était toujours quasi-stationnaire, à 445 km au sud-est de Cozumel. À 19 h 10 UTC, le 26 octobre, le rapport d'un avion de reconnaissance a permis d'établir que la tempête était devenue le onzième ouragan de la saison 2020, alors qu'elle se trouvait à 170 km au sud-est de Cozumel.
À 0 h 10 UTC le 27, Zeta toucha la côte près de Tulum avec des vents estimés de 130 km/h. L'ouragan traversa la péninsule du Yucatán et en ressorti à l'est de Progreso (Mexique) vers 12 h UTC, ayant perdu un peu d'intensité et être retombé à tempête tropicale. Cependant, les conditions de température de surface du golfe du Mexique et d'un faible cisaillement lui ont permis de redevenir un ouragan durant la nuit suivante, surpassant même son intensité antérieure au matin du 28 octobre,. À 18 h UTC, Zeta atteignit la catégorie 2, à 235 km au sud-ouest du delta du Mississippi. En atteignant la catégorie 3 à 21 h UTC, l'ouragan a touché la côte de la Louisiane près de Cocodrie à 100 km au sud-sud-ouest de La Nouvelle-Orléans avec des vents soutenus de 185 km/h et une pression centrale de 970 hPa.
Une fois entré dans les terres, Zeta s'est dirigé rapidement vers le nord-est et est redescendu au niveau de tempête tropicale à 6 h UTC le 29 octobre au -dessus de l'Alabama. À 18 h UTC, la tempête est devenue un cyclone extratropical sur le centre de la Virginie avec des vents soutenus d'encore 85 km/h. Cette dépression s'est ensuite déplacée vers l'Atlantique Nord, passant au sud de New York et de Terre-Neuve, pour ensuite se diriger vers le nord de l'Europe.
Le précurseur de Zeta a laissé de fortes pluies et en a tué 2 en Jamaïque.
Les vents violents et l'onde de tempête ont causé des dégâts dans la péninsule du Yucatán, mais aucun décès. De même, le mauvais temps a frappé le sud-est des États-Unis et fait au moins 6 morts. Il a également amené de la neige accumulée dans certaines parties de la Nouvelle-Angleterre, provoquant des pannes de lignes électriques et de nombreux accidents. Selon la société de réassurance Aon, les dommages causés par «Zeta» ont été estimés à > 3,2 milliards de dollars US aux États-Unis et quelques dizaines de millions de dollars US en Jamaïque et au Mexique.

### OuraganEta
Le matin du 29 octobre, le NHC a commencé à suivre une vaste zone orageuse associée à une onde tropicale juste à l'est des Petites Antilles. Celle-ci a ensuite pénétré sur les eaux très chaudes de la mer des Caraïbes et sa probabilité de devenir un système tropical a augmenté pour atteindre 80 % le lendemain soir. À 21 h UTC, le 31 octobre, une zone de basse pression s'est formée sous l'onde tropicale à 510 km au sud-est de Kingston (Jamaïque) et fut désignée comme la dépression tropicale Vingt-Neuf. À 3 h UTC le 1er novembre, le NHC rehaussait le système à tempête tropicale Eta ({\displaystyle \eta }), soit le 28e cyclone à atteindre cette intensité de la saison, égalant le record en ce domaine établi par la saison 2005 dans le bassin Atlantique et la première fois que ce nom était utilisé. Les gouvernements du Honduras et du Nicaragua ont émis une veille d'ouragans pour leur côte qui fut transformé en avertissement moins de 24 heures après.
Le 2 novembre à 9 h UTC, le NHC a rehaussé Eta en ouragan de catégorie 1 alors qu'il se rapprochait des côtes du Nicaragua. À 15 h UTC, le NHC l'a rehaussé à la catégorie 2 à 185 km à l'Est du cap Gracias a Dios après le rapport d'un avion de reconnaissance. À 18 h UTC, le NHC rehaussa Eta au statut d'ouragan majeur, alors qu'il était situé à 135 km à l'Est du cap Gracias a Dios. Trois heures plus tard, Eta a atteint la catégorie 4.
Se déplaçant lentement, le centre de Eta a touché la côte du Nicaragua vers 21 h UTC le 3 novembre à 25 km au sud-sud-ouest de Puerto Cabezas encore à la catégorie 4 supérieure avec des vents soutenus estimés de 220 km/h. Une fois entré dans les terres, il perdit rapidement de son intensité et redevint une tempête tropicale 9 h UTC le 4 novembre à 140 km à l'ouest de la même ville. Le système est descendu à dépression tropicale à 0 h UTC le 5 novembre après être entré au Honduras à 115 km à l'Est de Tegucigalpa. Par la suite, le système a graduellement incurvé sa trajectoire vers le nord.
Son centre devenu très diffus, presque non tropical, est retourné en mer sur le golfe du Honduras vers 0 h UTC le 6 novembre. Une veille cyclonique fut émise en même temps pour les îles Caïmans, et plus tard pour Cuba, les Bahamas et le sud de la Floride. À 15 h UTC le lendemain, Eta est redevenue une tempête tropicale à 70 km à l'ouest-nord-ouest de Grand Cayman. Le 8 novembre, Eta a touché la côte caraïbéenne de Cuba durant la nuit et est ressorti sur le détroit de Floride en fin de matinée près de Remedios. À 4 h UTC le 9, le radar météorologique montra qu’Eta avait touché Lower Matecumbe Key, dans l'ouest de Keys de Floride, avec des vents soutenus de 100 km/h.
Par la suite, le système a erré dans l'Est du golfe du Mexique. À 12 h 35 UTC, le 11 novembre, Eta regagna le statut d'ouragan, à 210 km à l'ouest-sud-ouest de Fort Myers, en Floride. Ce fut cependant de courte durée alors qu'à 18 h UTC le NHC la reclassait tempête tropicale. À 9 h 20 UTC le 12, Eta toucha une seconde fois la Floride près de Cedar Key et traversa le nord de l'État pour ressortir sur l'Atlantique vers 18 h UTC près de Jacksonville. À 9 h UTC, le 13 novembre, après avoir traversé l'état de la Floride, Eta compléta sa transition et devint un cyclone extratropical.
À 9 h UTC le 13 novembre, le NHC a émis son dernier bulletin pour Eta car une zone frontale venant du continent l'avait rattrapé et le système était devenu un cyclone extratropical à 135 km au sud-est de Wilmington (Caroline du Nord). Accélérant vers le nord-est, cette dépression devait passer au large de la côte nord-est de l'Amérique du Nord et être absorbé par un autre système au large de Terre-Neuve.
Selon les autorités, au moins 193 personnes ont perdu la vie et plus de 100 furent portées disparues. En décembre 2020, la société de réassurance Aon, estimait les dommages causés par Eta à au moins 8 milliards de dollars US.

### Tempête tropicaleTheta
À 3 h UTC, le 10 novembre, la tempête subtropicale est née d'une zone de basse pression non tropicale, suivie depuis quelques jours par le NHC, à 1 600 km au sud-ouest des Açores. Ceci fit de 2020 la saison ayant généré le plus de systèmes nommés (29) dans l'histoire du bassin Atlantique, battant le record de la saison 2005 qui avait donné naissance à 28 systèmes nommés. C'est également la première utilisation du nom Theta. À 21 h UTC, Theta transita en tempête tropicale en se séparant de la zone barocline sur laquelle elle s'était formée.
La tempête maintint un déplacement vers l'est, avec peu de changements dans son intensité, au cours des jours suivants. Le système est graduellement entré dans une zone défavorable le 14 novembre, avec un cisaillement de vents en augmentation et une température de surface de la mer plus fraîche. En soirée, Theta était rendu à 250 km à l'ouest-sud-ouest de Madère et se déplaçait lentement vers l'est.
À 9 h UTC le 15, le NHC reclassa Theta en dépression tropicale avec seulement une petite zone de convection profonde dans son quadrant sud-est. À 15 h UTC, le système a été reclassé en faible dépression résiduelle post-tropicale par le NHC dans son dernier bulletin. Cette dernière est passée à l'ouest de Madère au cours des jours suivants avant de se dissiper.
Ayant passé sa vie en mer, aucune dégât ne fut rapporté. Des bandes nuageuses de Theta ont pu cependant donner de la pluie à Madère et aux îles Canaries.

### OuraganIota
Le NHC a commencé à suivre un développement tropical sur les modèles de prévision numérique du temps dans la mer des Caraïbes dès le 8 novembre. Le 10, une onde tropicale est apparue sur les Petites Antilles et sa probabilité de former ce nouveau cyclone a augmenté rapidement en entrant sur les eaux chaudes de la mer. Le 12 novembre au matin, l'onde était au milieu de la mer des Caraïbes et la probabilité était rendue à plus de 80 %.
À 15 h UTC, le 13 novembre, la convection autour d'une zone de basse pression associée à l'onde tropicale s'organisa suffisamment pour que le NHC la classe dépression tropicale Trente-et-un à 500 km au sud-sud-est de la Jamaïque. La formation de ce système permit à la saison 2020 d'égaler le record du plus grand nombre de cyclones tropicaux générés en une saison (31) de la saison 2005. Six heures plus tard, la dépression s'intensifia en tempête tropicale, que le NHC nomma Iota, la trentième tempête nommée de la saison, marquant également la première utilisation du nom.
Le 14 novembre, Iota a pris de l'intensité en passant sur des eaux plus chaudes près de la côte de la Colombie et une veille cyclonique a été émise pour la côte du Nicaragua, du Honduras et de l'île de la Providence (Colombie) vers lesquelles le système se dirigeait. À 6 h UTC le 15 novembre, Iota a atteint le statut d'ouragan de catégorie 1 lors d'une intensification rapide à 445 km à l'est de l'île de la Providence.
À minuit UTC le 16, Iota s'intensifia en ouragan de catégorie 2, après une brève pause, à 175 km à l'est de l'île de la Providence. Six heures plus tard, un avion de reconnaissance montrait qu’Iota était passé à la catégorie 3 à 70 km de l'île. À peine 40 minutes plus tard, le même avion rapporta une baisse de pression importante et une augmentation de la vitesse des vents, classant Iota à la catégorie 4. À 15 h UTC, l'ouragan atteignit la catégorie 5 selon l'analyse initiale, alors qu'il était situé à 65 km à l'ouest de l'île de la Providence. Cependant, le 18 mai 2021, lors de l'émission du rapport post-saison à propos d’Iota, l'ouragan fut rétrogradé à la catégorie 4 après un réajustement des estimations des vents au sol par rapport aux vents en altitude.
À 3 h 45 le 17, le NHC a annoncé que l'ouragan avait touché la côte près de la ville de Haulover, à environ 45 km au sud de Puerto Cabezas au Nicaragua, à la catégorie 4 avec des vents soutenus de 250 km/h. Se déplaçant sur un relief montagneux, Iota a perdu rapidement de son intensité et n'était plus à 18 h UTC qu'une tempête tropicale à 160 km à l'est de Tegucigalpa, Honduras. La nuit du 17 au 18, elle est devenue une dépression tropicale sur le Salvador puis une dépression résiduelle au matin.
En traversant l’arc antillais, le précurseur d’Iota a donné des pluies torrentielles, notamment à Antigua-et-Barbuda, en Guadeloupe et en Martinique, provoquant des inondations, glissements de terrain et coupures d’électricité. Néanmoins, aucune victime n’est à déclarer. La tempête tropicale a fait des dégât importants en Colombie puis l'ouragan a fait des dégâts catastrophiques au Nicaragua et aux pays environnants. En décembre 2020, la société de réassurance Aon, estimait les dommages causés par Iota à au moins 1,4 milliard de dollars US. On comptait au moins 61 morts et 39 disparus.
Le 18 mai 2021, lors de l'émission du rapport post-saison de Iota, l'ouragan fut rétrogradé à la catégorie 4 après un réajustement des estimations des vents au sol par rapport aux vents en altitude. Son record d'intensité tardive lui fut donc retiré, et la saison 2020 est donc devenue la première saison sans ouragan de catégorie 5 depuis 2015.